# Население Алжира
Население Алжира по состоянию на 2020 год составило 43,94 млн человек (34-е место в мире). Численность алжирцев стабильно увеличивается, рождаемость в Алжире в 2015 году составила 23,67 ‰ (63-е место в мире), смертность — 4,31 ‰ (203-е место в мире), естественный прирост — 18,4 ‰ (60-е место в мире) . Исторически численность населения страны росла быстрыми темпами: в 1900 году — 4,6 млн человек, в 1930 — 5,5 млн, в 1970 — 13,7 млн, 1987 — 23 млн, в 2006 — 32,9 млн. Алжир населяют потомки арабов и коренных берберских народов с примесью европейцев, главным образом французов . Заселено преимущественно северное побережье, большая часть живёт в городах, плотность в отдельных районах Сахары меньше 1 человека на 1 км2 . Официальный язык — арабский, в употреблении также французский и берберские языки . Алжирцы массово исповедуют ислам (99 %). Система образования в стране унаследована от французских колониальных времен . Значительной проблемой в стране остается обеспечение квалифицированными медицинскими кадрами. Имеется собственная государственная система социальной защиты слабозащищённых слоев населения . Демографические и социологические исследования в стране ведутся рядом государственных и научно-образовательных учреждений. Регулярно проводятся переписи населения .

## Естественное движение

Количество детей на одну семью в различных областях Алжира, 2008 год.

Рождаемость в Алжире в 2015 году составила 23,67 ‰ (63-е место в мире). Особенностью воспроизводства населения Алжира является устойчивый рост рождаемости, в результате улучшения санитарно-гигиенических условий, снижения среднего возраста вступления в брак при сохранении традиционных норм репродуктивного поведения. Только за период 1920—1970 годов рождаемость выросла с 36 ‰ до 50 ‰. Уровень рождаемости в Алжире в середине 1970-х годов был одним из самых высоких в мире: суммарный коэффициент рождаемости — 7,5, а у женщин, вступивших в брак до 18 лет — 9,2. Рождаемость в 1980 году составляла 47,0 ‰, в 2006 году — 17,1 ‰. Суммарный коэффициент рождаемости в 2015 году составил 2,78 ребёнка на одну женщину, а уровень применения контрацептивов 61,4 %.
Смертность в Алжире 2015 года составила 4,31 ‰ (203-е место в мире). Высокий уровень смертности (30 ‰) был главной причиной медленного и неустойчивого роста численности коренного населения. Сокращение смертности, начавшееся с конца 1920-х годов, резко усилилось после 1962 года. Среднегодовые темпы прироста населения за период 1920—1980-х годов увеличились с 5 ‰ до 17 ‰. Смертность 1980 года составила 13,4 ‰; в 2006 году — 4,6 ‰.
Естественный прирост населения в стране в 2015 году составил 18,4 ‰ (60-е место в мире); 2006 года — 12,5 ‰; в 2022 году составил 1,92% (33-е место в мире); в 1980 году — 33,6 ‰.
Важными вехами в истории населения Алжира была война за независимость и следующие два десятилетия. Во время войны, по разным оценкам, погибло от 55 000 до 250 000 мирных жителей Алжира (согласно официальной позиции алжирских властей погибших было 1,5 миллиона человек). Обретение независимости страной отразилось двукратным ростом численности населения за следующие два десятилетия.
Изменение численности населения страны в XX веке (млн человек)
Ежегодные показатели естественного движения населения Алжира
| Год  | Численность населения (тыс. чел.) | Число рождений | Число смертей | Естественное движение | Рождаемость (‰) | Смертность (‰) | Естественное движение (‰) | Фертильность |
| ---- | --------------------------------- | -------------- | ------------- | --------------------- | --------------- | -------------- | ------------------------- | ------------ |
| 1966 | 13 123                            | 667 000        |               |                       | 50,8            |                |                           |              |
| 1967 | 13 497                            | 630 000        |               |                       | 46,7            |                |                           |              |
| 1968 | 13 887                            | 618 000        |               |                       | 44,5            |                |                           |              |
| 1969 | 14 287                            | 665 000        |               |                       | 46,5            |                |                           |              |
| 1970 | 14 691                            | 689 000        |               |                       | 46,9            |                |                           |              |
| 1971 | 15 098                            | 687 000        |               |                       | 45,5            |                |                           |              |
| 1972 | 15 512                            | 697 000        |               |                       | 44,9            |                |                           |              |
| 1973 | 15 936                            | 717 000        |               |                       | 45,0            |                |                           |              |
| 1974 | 16 375                            | 722 000        |               |                       | 44,1            |                |                           |              |
| 1975 | 16 834                            | 738 000        |               |                       | 43,8            |                |                           |              |
| 1976 | 17 311                            | 751 000        |               |                       | 43,4            |                |                           |              |
| 1977 | 17 809                            | 728 000        |               |                       | 40,9            |                |                           |              |
| 1978 | 18 331                            | 767 000        |               |                       | 41,9            |                |                           |              |
| 1979 | 18 885                            | 797 000        |               |                       | 42,2            |                |                           |              |
| 1980 | 19 475                            | 819 000        |               |                       | 42,0            |                |                           |              |
| 1981 | 20 104                            | 835 000        |               |                       | 41,5            |                |                           |              |
| 1982 | 20 767                            | 852 000        |               |                       | 41,0            |                |                           |              |
| 1983 | 21 453                            | 812 000        |               |                       | 37,9            |                |                           |              |
| 1984 | 22 150                            | 850 000        |               |                       | 38,4            |                |                           |              |
| 1985 | 22 847                            | 864 000        |               |                       | 37,8            |                |                           |              |
| 1986 | 23 539                            | 781 000        |               |                       | 33,2            |                |                           |              |
| 1987 | 24 226                            | 755 000        |               |                       | 31,2            |                |                           |              |
| 1988 | 24 905                            | 806 000        |               |                       | 32,4            |                |                           |              |
| 1989 | 25 577                            | 755 000        | 153 000       | 602 000               | 29,5            |                |                           |              |
| 1990 | 25 022                            | 775 000        | 151 000       | 624 000               | 30,9            | 6,03           | 24,9                      | 4,5          |
| 1991 | 25 643                            | 773 000        | 155 000       | 618 000               | 30,1            | 6,0            | 24,1                      |              |
| 1992 | 26 271                            | 799 000        | 160 000       | 639 000               | 30,4            | 6,1            | 24,3                      |              |
| 1993 | 26 894                            | 775 000        | 168 000       | 607 000               | 28,8            | 6,2            | 22,6                      |              |
| 1994 | 27 496                            | 776 000        | 180 000       | 596 000               | 28,2            | 6,5            | 21,7                      |              |
| 1995 | 28 060                            | 711 000        | 180 000       | 531 000               | 25,3            | 6,4            | 18,9                      |              |
| 1996 | 28 566                            | 654 000        | 172 000       | 482 000               | 22,9            | 6,0            | 16,9                      |              |
| 1997 | 29 045                            | 654 000        | 178 000       | 476 000               | 22,5            | 6,1            | 16,4                      |              |
| 1998 | 29 507                            | 607 000        | 144 000       | 463 000               | 20,6            | 4,9            | 15,7                      |              |
| 1999 | 29 965                            | 593 643        | 141 000       | 452 643               | 19,8            | 4,7            | 15,1                      |              |
| 2000 | 30 416                            | 588 628        | 140 000       | 448 628               | 19,4            | 4,5            | 14,8                      | 2,4          |
| 2001 | 30 879                            | 618 380        | 141 000       | 477 380               | 20,0            | 4,6            | 15,5                      |              |
| 2002 | 31 357                            | 616 963        | 138 000       | 478 963               | 19,7            | 4,4            | 15,3                      |              |
| 2003 | 31 848                            | 649 000        | 145 000       | 504 000               | 20,4            | 4,6            | 15,8                      |              |
| 2004 | 32 364                            | 669 000        | 141 000       | 528 000               | 20,7            | 4,4            | 16,3                      |              |
| 2005 | 32 906                            | 703 000        | 147 000       | 556 000               | 21,4            | 4,5            | 16,9                      |              |
| 2006 | 33 481                            | 739 000        | 144 000       | 595 000               | 22,1            | 4,3            | 17,8                      |              |
| 2007 | 34 096                            | 783 000        | 149 000       | 634 000               | 23,0            | 4,4            | 18,6                      |              |
| 2008 | 34 591                            | 817 000        | 153 000       | 664 000               | 23,6            | 4,4            | 19,2                      | 2,8          |
| 2009 | 35 268                            | 849 000        | 159 000       | 690 000               | 24,1            | 4,5            | 19,5                      | 2,8          |
| 2010 | 35 978                            | 888 000        | 157 000       | 731 000               | 24,7            | 4,3            | 20,3                      | 2,9          |
| 2011 | 36 717                            | 910 000        | 162 000       | 748 000               | 24,8            | 4,4            | 20,3                      | 2,9          |
| 2012 | 37 495                            | 978 000        | 170 000       | 808 000               | 26,0            | 4,5            | 21,5                      | 3,0          |
| 2013 | 38 297                            | 963 000        | 168 000       | 795 000               | 25,1            | 4,5            | 20,7                      | 2,9          |
| 2014 | 39 114                            | 1 014 000      | 174 000       | 840 000               | 25,9            | 4,4            | 21,5                      | 3,0          |
| 2015 | 39 963                            | 1 040 000      | 183 000       | 858 000               | 26,0            | 4,6            | 21,5                      | 3,1          |

### Возрастная структура

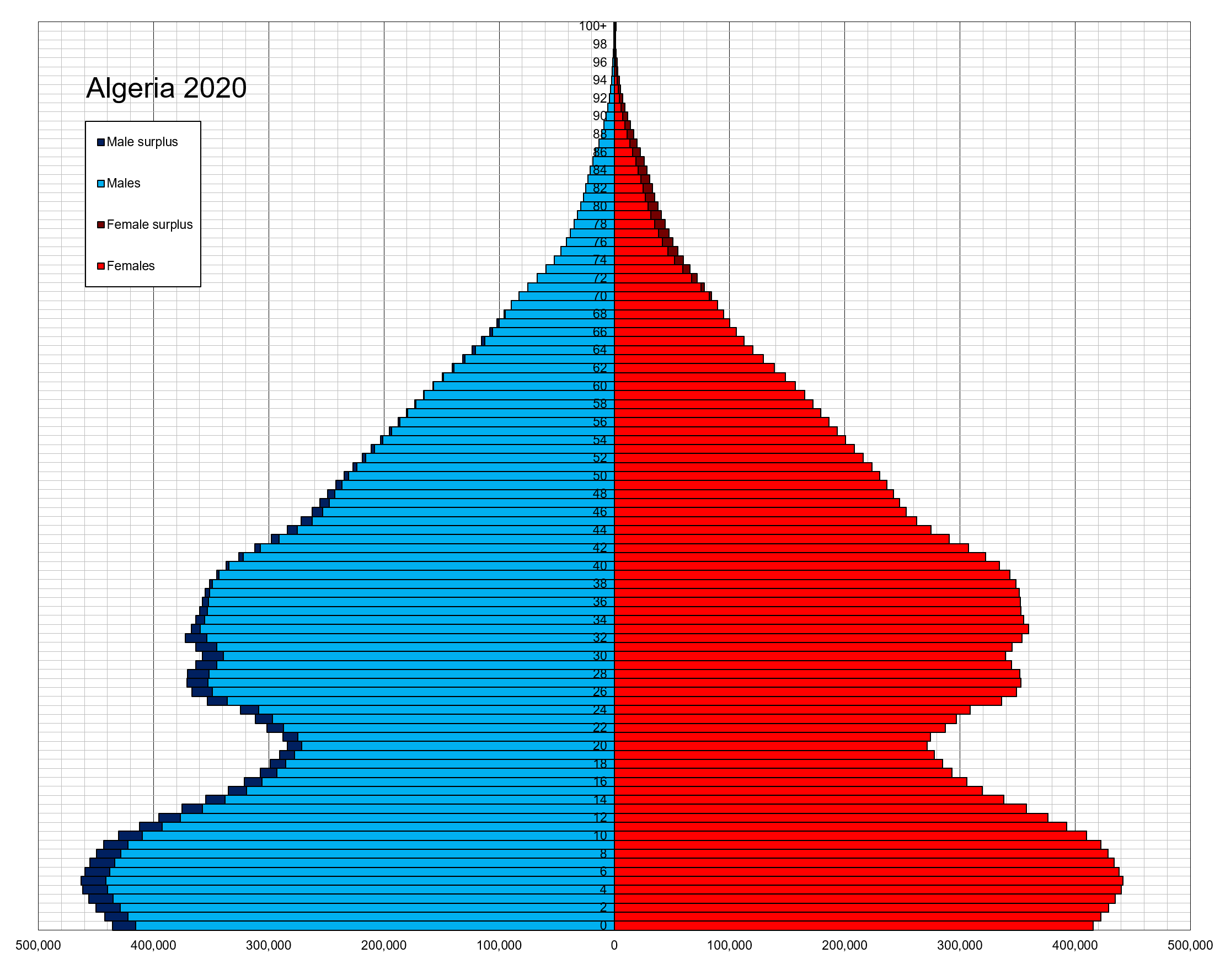
Возрастно-половая пирамида населения Алжира на 2020 год

Медианный возраст населения Алжира составляет 27,5 года (133-е место в мире), мужчин — 27,2, женщин — 27,8. Ожидаемая средняя продолжительность жизни в 2015 году составила 76,7 года (81-е место в мире), для мужчин — 72,3, для женщин — 77,9; в 2006 году — 73,3 года, для мужчин — 71,7, для женщин — 74,9; в 1978 году для мужчин — 55,8 лет, для женщин — 58 лет.
Возрастная структура населения Алжира выглядит следующим образом (по состоянию на 2006 год):
- дети в возрасте до 14 лет — 28,75 % (5,8 млн мужчин, 5,5 млн женщин);
- взрослые (15-64 лет) — 65,9 % (13,2 млн мужчин, 12,8 млн женщин);
- лица преклонного возраста (65 лет и старше) — 5,35 % (0,97 млн мужчин, 1,1 млн женщин)[2].

Возрастная структура населения в 1980-х годах выглядела следующим образом (доля женщин составляла 50,8 %):
- дети в возрасте до 14 лет — 47,1 %;
- взрослые (15-64 года) — 49,6 %;
- лица преклонного возраста (65 лет и старше) — 3,3 %[3].

### Брачность и разводимость
Брачность в 1967 году составляла 4,6 ‰; показатель разводов в 1963 году — 0,4 ‰.

## Расселение

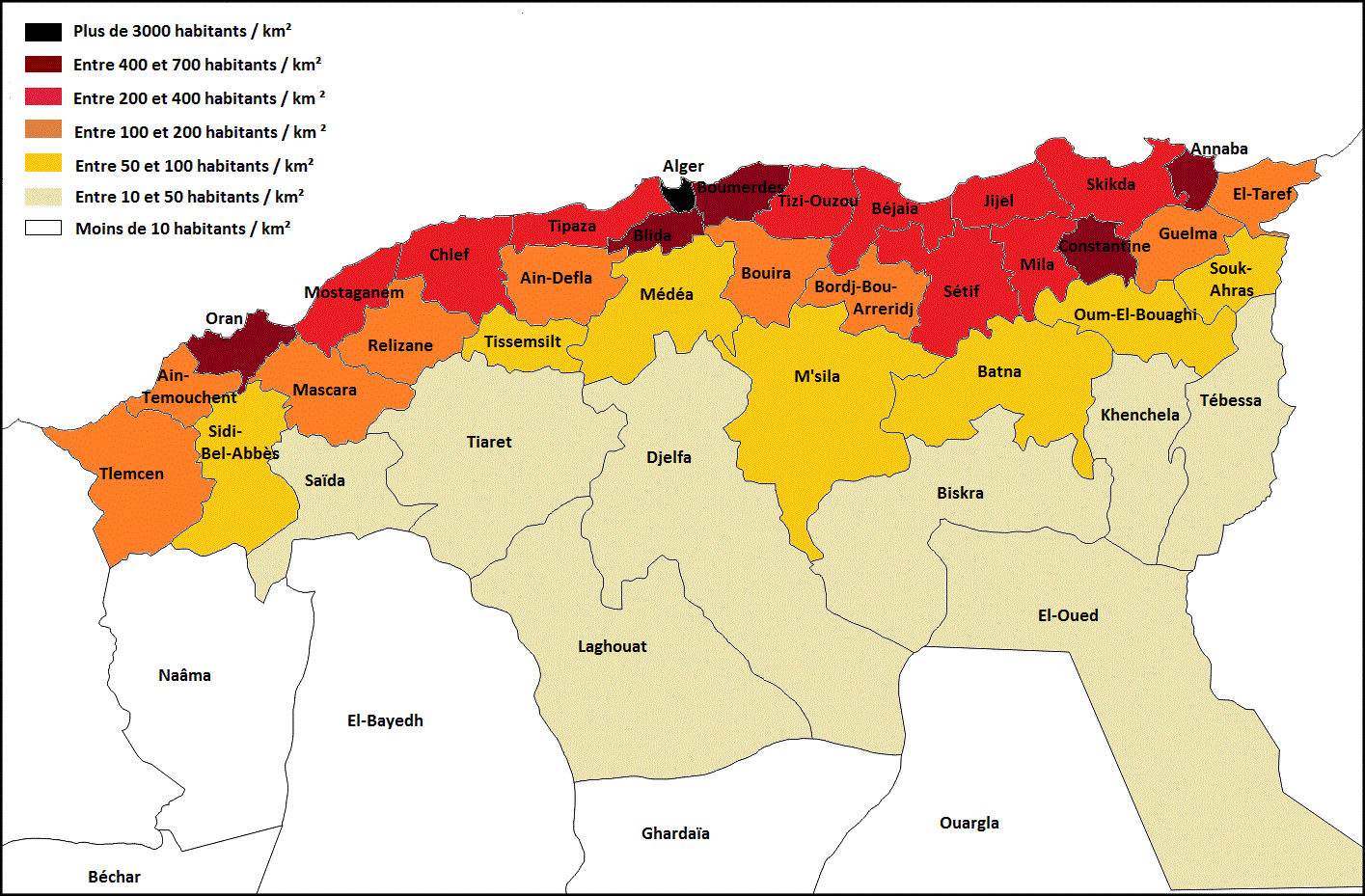
Плотность населения на севере Алжира

Плотность населения в 2006 году составила 12,9 человека/км2 (166-е место в мире), в 1981 году — 8 чел/км2.
Население размещено крайне неравномерно. Наиболее плотно заселён север Алжира (96 % населения), это примерно лишь 1/6 часть площади страны. Население сосредоточено главным образом в узкой прибрежной полосе Средиземного моря и горах Кабилии, где плотность достигает 300 человек/км2. Наименее населённая часть страны — Алжирская Сахара, где на огромных просторах пустыни живёт не больше 2 млн человек, а плотность там не превышает 1 человека на 1 км2. Меньшее количество пустынного населения сосредоточено в оазисах, а около 1,5 млн человек остаются полными или частичными кочевниками.

### Урбанизация
Уровень урбанизированности в 2015 году составил 70,7 %. Городское население в 1950 году в стране составило лишь 21 % от общего количества, а уже в 1978 году большинство проживало в городах (61 %). Главный этап урбанизации пришелся на середину XX века, когда только за период 1954—1966 годов доля городского населения увеличилась с ¼ до ⅓.
Главные города государства: Алжир (2,59 млн человек), Оран (858 тыс. чел), Константина (448 тыс. чел).
| №  | Название          | Вилайеты          | Население |
| -- | ----------------- | ----------------- | --------- |
| 1  | Алжир             | Алжир             | 2 364 230 |
| 2  | Оран              | Оран              | 803 330   |
| 3  | Константина       | Константина       | 448 030   |
| 4  | Аннаба            | Аннаба            | 342 700   |
| 5  | Блида             | Блида             | 331 780   |
| 6  | Батна             | Батна             | 289 500   |
| 7  | Джельфа           | Джельфа           | 265 830   |
| 8  | Сетиф             | Сетиф             | 252 127   |
| 9  | Сиди-Бель-Аббес   | Сиди-Бель-Аббес   | 210 145   |
| 10 | Бискра            | Бискра            | 204 660   |
| 11 | Тебесса           | Тебесса           | 194 460   |
| 12 | Эль-Уэд           | Эль-Уэд           | 186 525   |
| 13 | Скикда            | Скикда            | 182 900   |
| 14 | Тиарет            | Тиарет            | 178 915   |
| 15 | Беджая            | Беджая            | 176 150   |
| 16 | Тлемсен           | Тлемсен           | 173 530   |
| 17 | Уаргла            | Уаргла            | 169 950   |
| 18 | Бешар             | Бешар             | 165 255   |
| 19 | Мостаганем        | Мостаганем        | 162 885   |
| 20 | Бордж-Бу-Арреридж | Бордж-Бу-Арреридж | 158 849   |

### Миграция
Внутренняя миграция населения страны в колониальный период была связана, главным образом, с вытеснением коренного населения с плодородных почв равнин в засушливые горные районы. Во время национально-освободительной войны 1954—1962 годов происходили насильственное выселение «неблагонадёжных» (около 2,5 млн человек) и массовая эмиграция в соседние Марокко и Тунис (0,5 млн человек). После 1962 года происходил интенсивный отток сельского населения равнин, пустынных оазисов и горных районов в крупные прибрежные города. Население только Алжира в конце 1980-х годов ежегодно росло на 6-7 %.
Сезонные миграции между горными областями, из пустынных районов в прибрежную зону осуществляют полукочевые берберские племена и арабы-бедуины.
Ввиду интенсивного роста населения страны и отсутствия продуманных экономических реформ сохраняется высокий уровень безработицы. Трудовая эмиграция коренного населения Европы (Франция) началась во время Первой мировой войны 1914—1918 годов и постоянно расширялась. За пределами Алжира живёт около 1 млн алжирцев, в том числе более 800 тыс. во Франции. Годовой уровень эмиграции 2015 года составил 0,92 ‰ (148-е место в мире). Государство поощряет трудовую эмиграцию, особенно в арабские страны Ближнего Востока.
Проблема беженцев негативно влияет на социальное состояние общества, поскольку постоянно в стране находятся более 95 тыс. беженцев и искателей убежища (90 тыс. человек из Марокко (преимущественно из Западной Сахары), и более 4 тыс. с бывшей Палестины).

## Этнический состав
Главные этносы, составляющие алжирскую нацию: арабы и берберы (кабилы, шавия, берберы оазисов, туареги) — 99 %, а также французы — 1 %.
С древних времен территорию современного Алжира населяли различные этнические группы. Страна входила в состав различных государств и империй. Во времена Древнего Египта темнокожих жителей пустыни к западу от долины Нила называли общим названием — «ливийцы». В античные времена на территории Северной Сахары было известно мощное государство нумидийцев — Гарамантида, в то время как на побережье господствовали финикийцы. После падения Карфагена в результате Пунических войн Северная Африка была вовлечена в орбиту могучей Римской империи. На это время приходится расцвет этого края, потому что он служил важной житницей для Рима. Завоевание земли германскими племенами вандалов, которые переправились с Пиренейского полуострова через Гибралтарский пролив, положило конец Западной Римской империи. Недолгое время страна находилась под вилянием Византийской империи.
Арабоязычное население Алжира происходит от начавшегося в VII—VIII веках смешения коренных берберских народов с арабскими пришельцами, которые ассимилировали большую часть берберов, насадили арабский язык и ислам. К концу XV века во многих городах Алжира осело много беженцев-мавров, которые были изгнаны с Пиренейского полуострова во время Реконкисты. Мавры из Андалузии и Кастилии долгое время пользовались испанским, а из Каталонии — каталонским языком. Ещё в XVII веке последний был в употреблении среди жителей Грош-эль-Веда.
В XVI веке Алжир был подчинен Османской империи. По состоянию на 2008 год, в стране проживало от 600 тыс. до 2 млн потомков алжирских турок (араб. أتراك الجزائر‎) — османских чиновников, солдат и других, которые в свое время прибыли из восточных регионов империи и сочетались узами брака с местными алжирскими женщинами. Таких потомков смешанных браков называют «кулугли» (фр. Kouloughlis, араб. الكراغلة‎, тур. kuloğlu).
В середине XIX века Алжир был завоеван Францией. В это время происходит его колонизация французами, испанцами и итальянцами. Все европейцы Алжира известны под собирательным названием «пье-нуар». Перед началом войны за независимость они составляли 10 % населения страны. Почти все покинули Алжир во время или сразу по окончании войны.

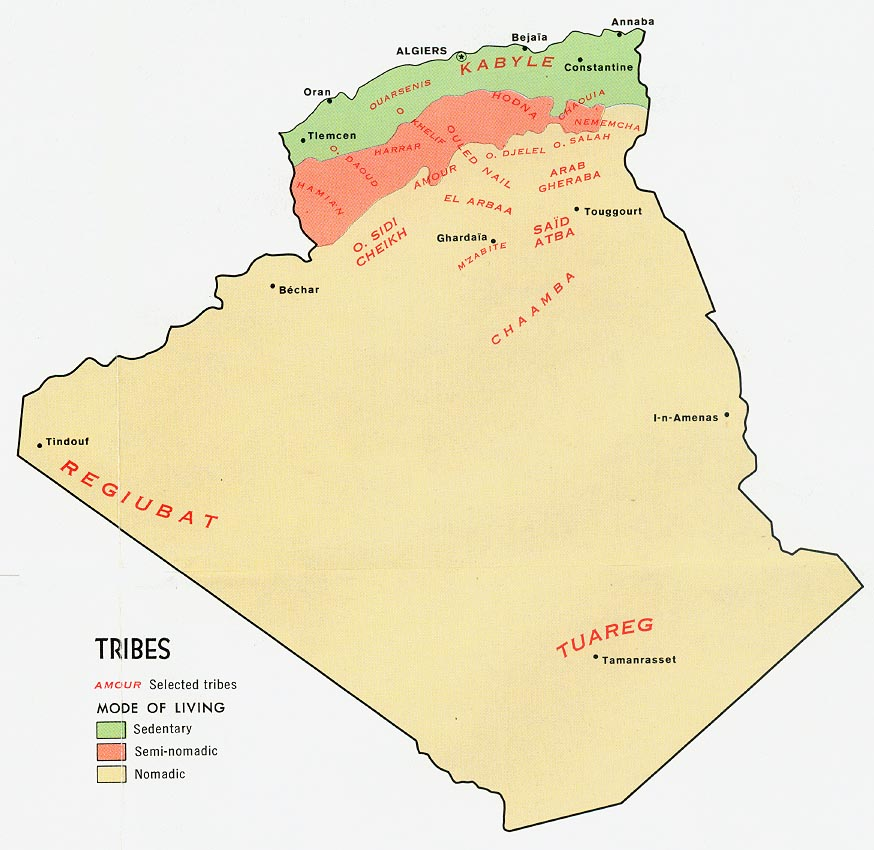
Народы Алжира в 1891 году
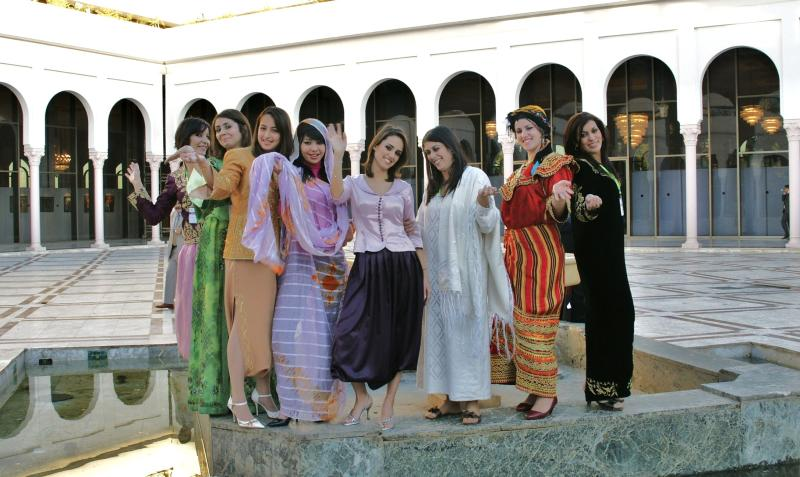
Алжирские женщины в традиционной одежде
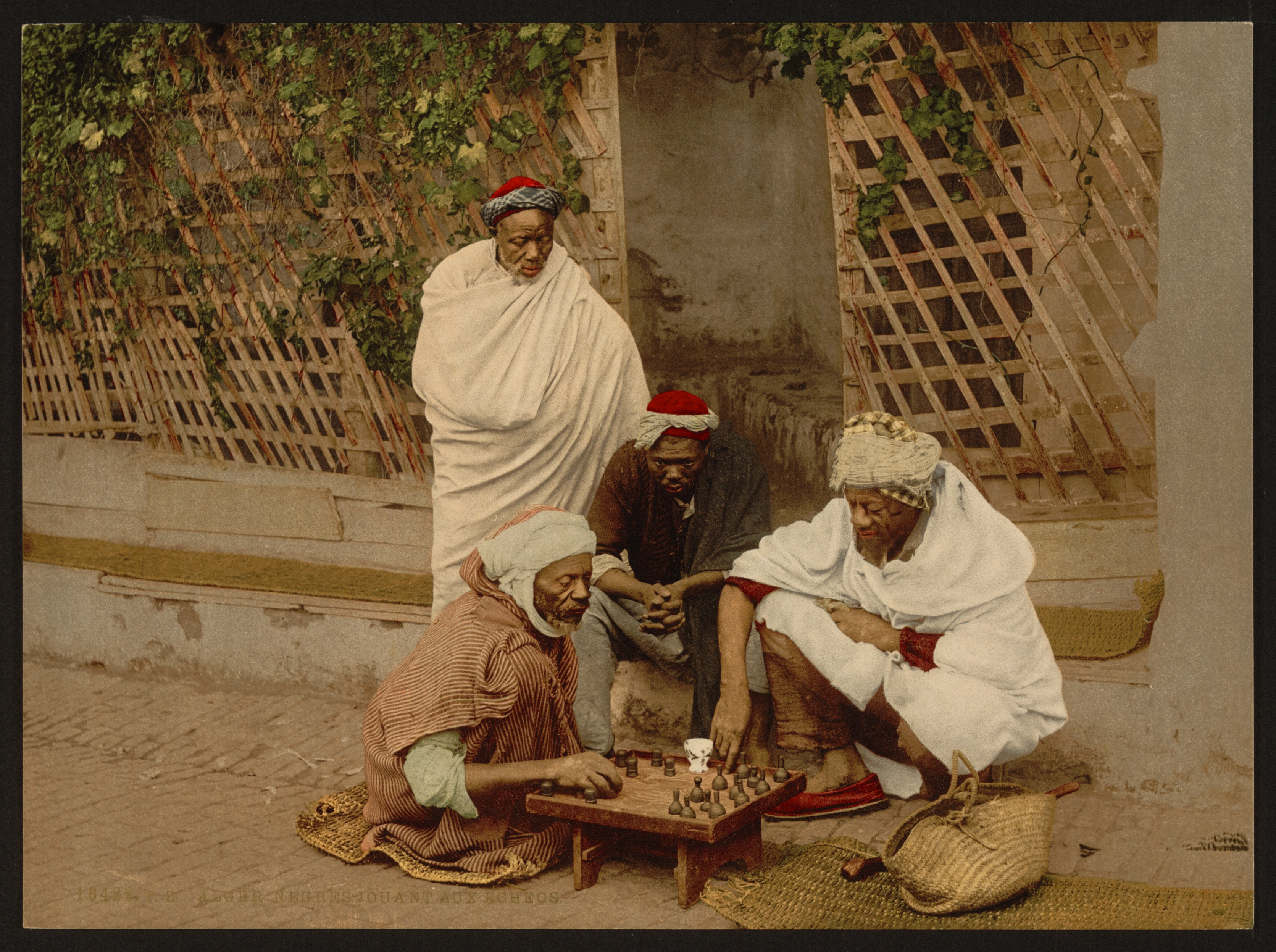
Алжирцы играют в шахматы, 1899 год
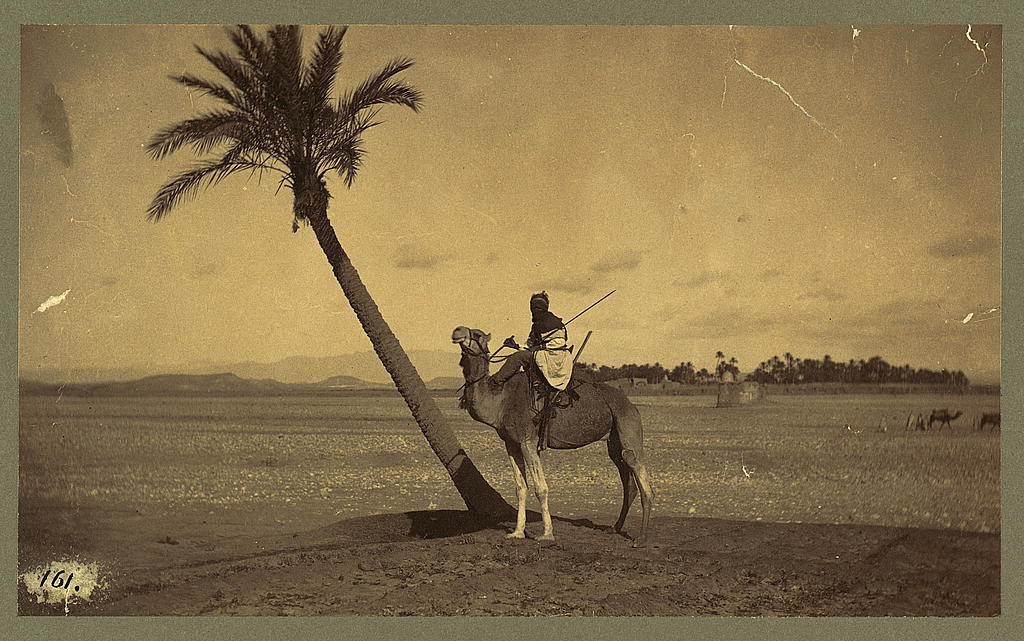
Алжирский бедуин
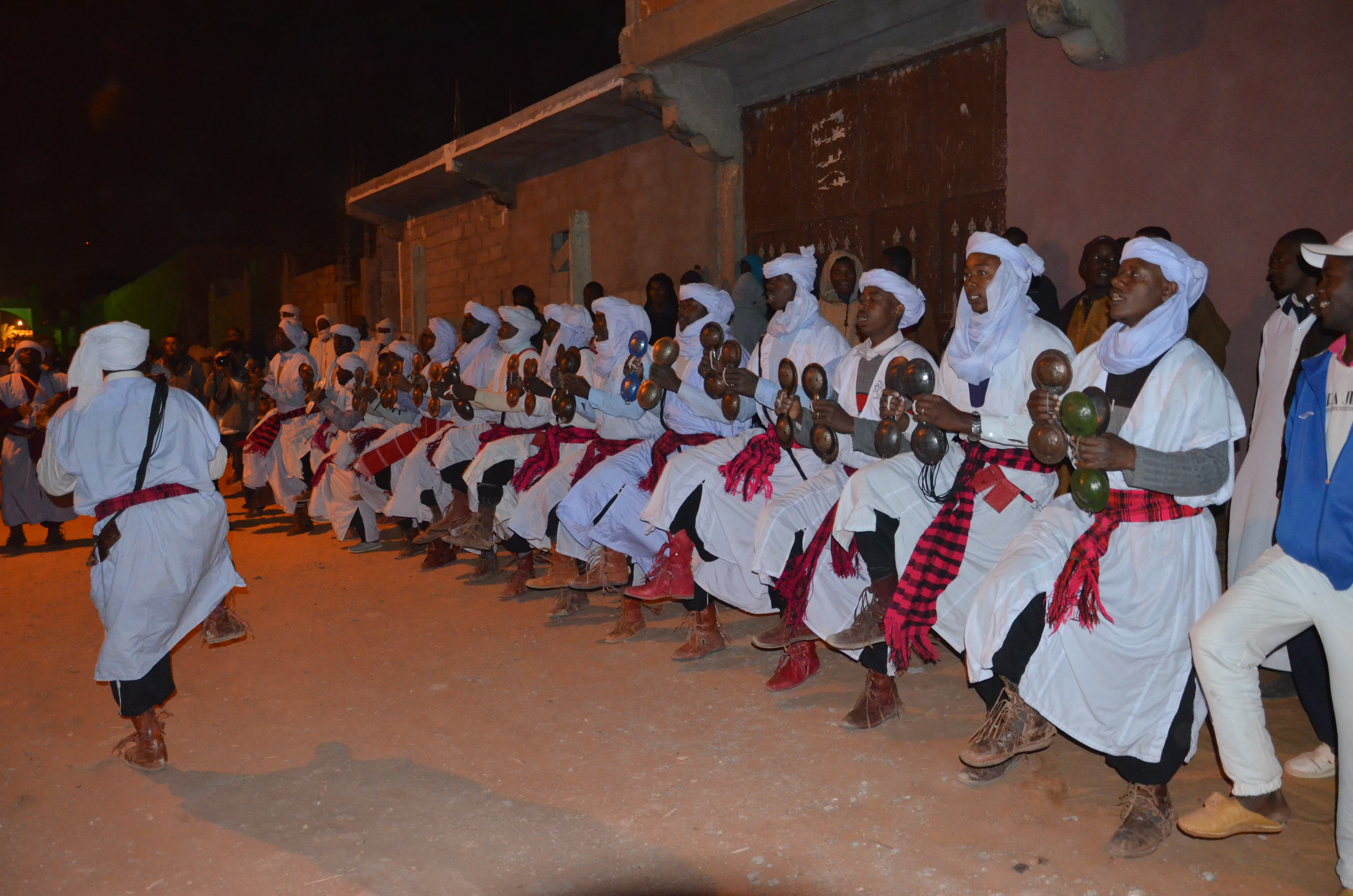
Музыканты-гнауа, Тимимун
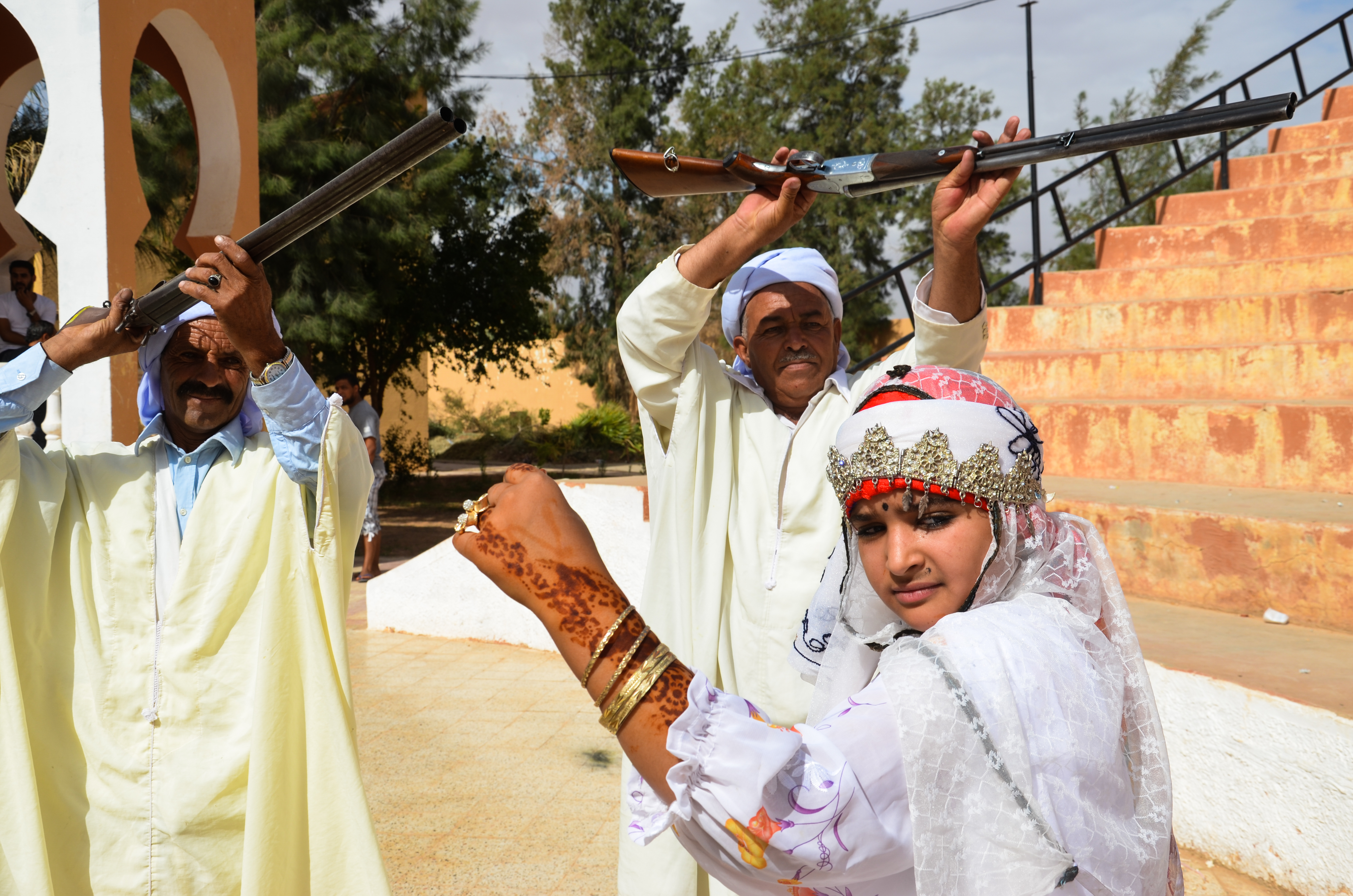
Арабы племени уле́д-на́иль[фр.]
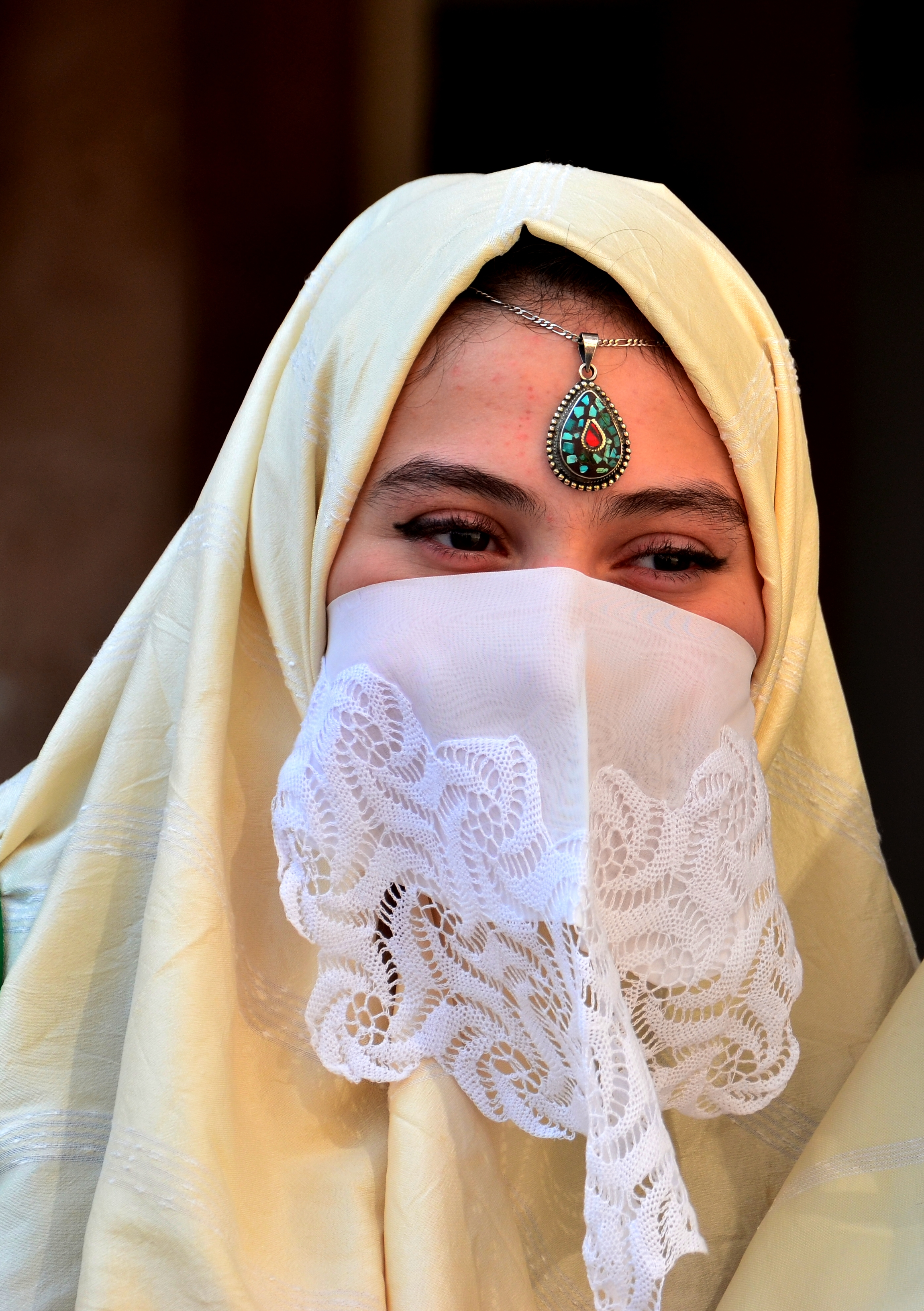
Алжирка в чадре-хаике с аджаром — покрывалом, закрывающим нижнюю часть лица
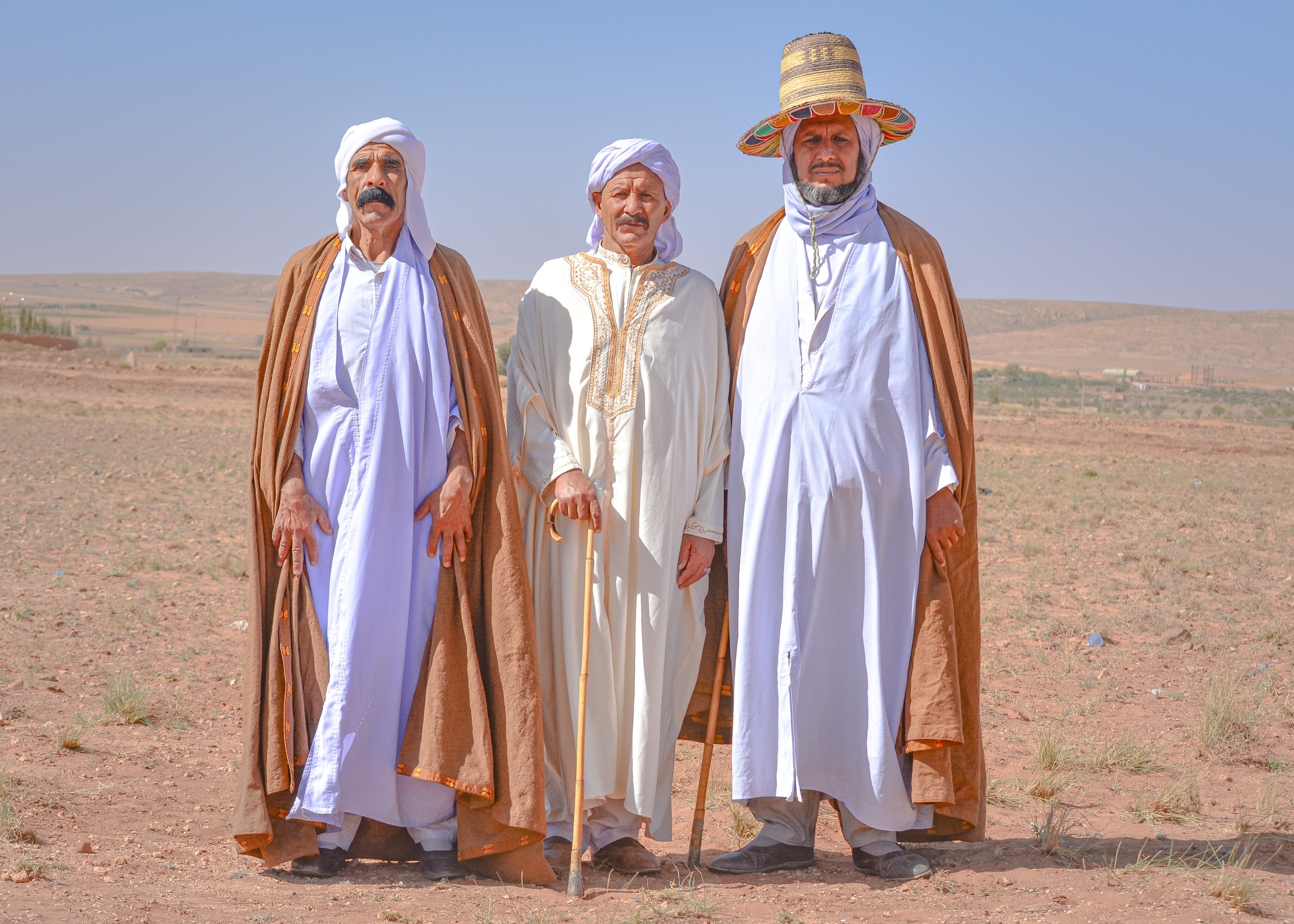
Жители провинции Джельфа в народном костюме
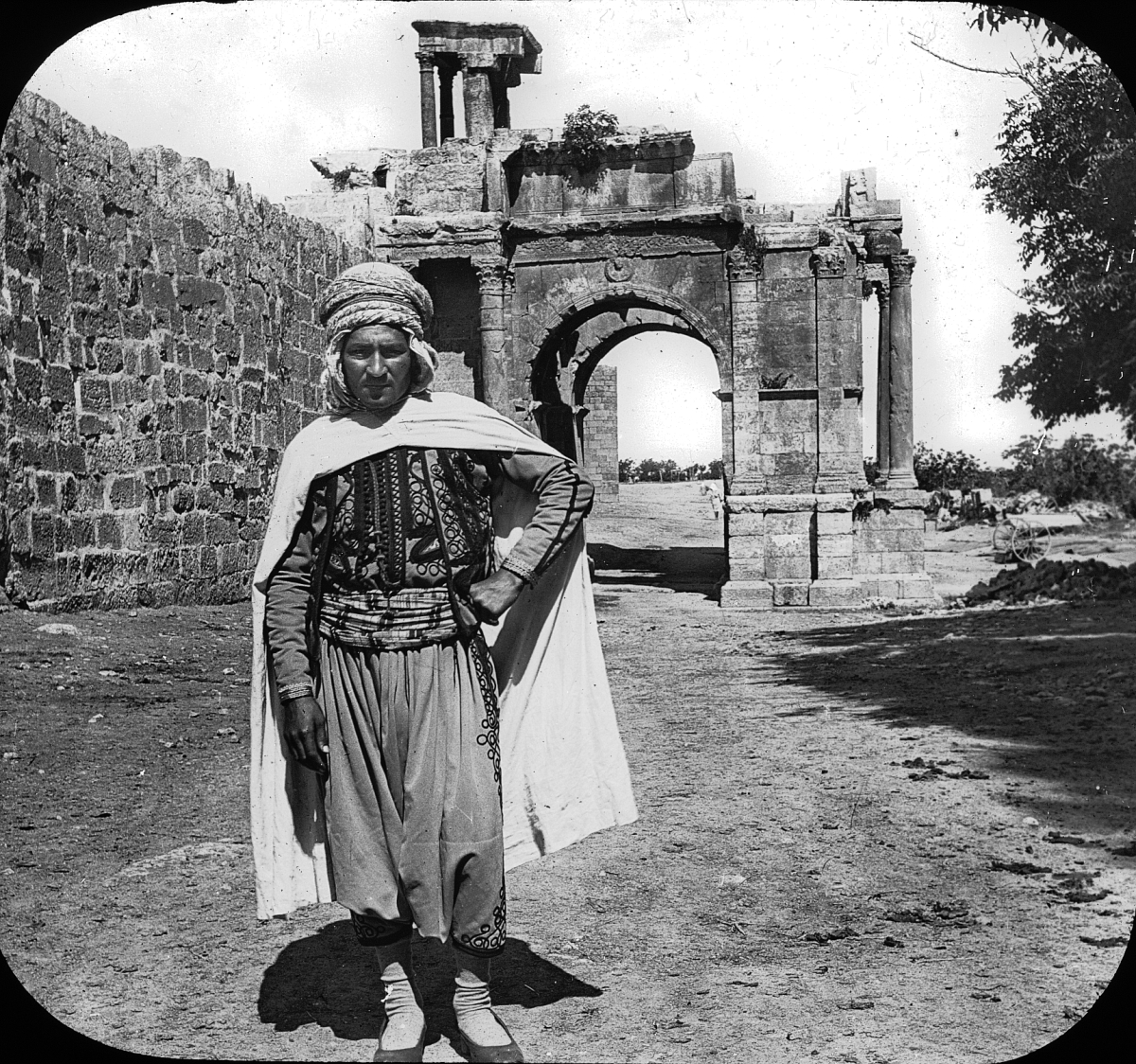
Житель Тебессы в бурнусе, на заднем плане — арка Каракаллы, кон. XIX-нач. XX в.

Генетические исследования Y-хромосомных гаплогрупп последних лет доказали большее сходство генетики местных алжирских берберов и арабоязычных алжирцев, чем это считалось до недавнего времени. Это доказывает давнюю автохтонность берберского населения Магриба и его более позднюю арабизацию выходцами с Ближнего Востока. Гаплогрупа J, что является маркером для ближневосточного населения, встречается в популяциях севера Алжира в 30 % исследованных и является самой распространенной, наряду с гаплогруппой E1b1b среди алжирцев. Недавние исследования указывают, что первые носители гаплогруппы J1 Y-хромосомы прибыли в Северную Африку примерно 10 тыс. лет назад, в неолите, а гаплогруппа M81/E3b2 является специфической для данного региона примерно с тех же времен. Это указывает на неолитическую диффузию скотоводов с Ближнего Востока.
| Популяция  | Nb  | E1a    | E1b1a   | E1b1b1a | E1b1b1b | E1b1b1c | F       | K      | J1      | J2     | R1a    | R1b     | Q      | Исследования         |
| 1 Оран     | 102 | 0      | 7,,85 % | 5,90 %  | 45,10 % | 0       | 0       | 0      | 22,50 % | 4,90 % | 1 %    | 11,80 % | 1 %    | Робино, 2008         |
| 2 Алжир    | 35  | 2,85 % | 0       | 11,40 % | 42,85 % | 0       | 11,80 % | 2,85 % | 22,85 % | 5,70 % | 0      | 0       | 0      | Барбара Арреди, 2004 |
| 3 Тизи-Узу | 19  | 0      | 0       | 0       | 47,35 % | 10,50 % | 10,50 % | 0      | 15,80 % | 0      | 0      | 15,80 % | 0      | Барбара Арреди, 2004 |
| Всего      | 156 | 0,65 % | 5,10 %  | 6,40 %  | 44,90 % | 1,30 %  | 9,58 %  | 0,65 % | 21,80 % | 4,50 % | 0,65 % | 9,60 %  | 0,65 % |                      |

### Берберы
Значительная часть алжирцев по своему происхождению являются не арабами (около 72,7 %), а берберами (самоназвание — амазиги; слово «бербер» — арабского происхождения) — кабилы (10,3 %), шауйя (3,5 %). Самоидентификация алжирцев как арабов происходила на волне арабского национализма начала XX века. Группы, которые идентифицируют себя как берберы, живут преимущественно в горных районах Кабилии, к востоку от города Алжир. Они, как и большинство арабов, мусульмане. Берберы делали безуспешные попытки получить автономию, однако алжирское руководство согласилось лишь субсидировать изучение берберских языков в школах.

Карта Малой и Большой Кабилии
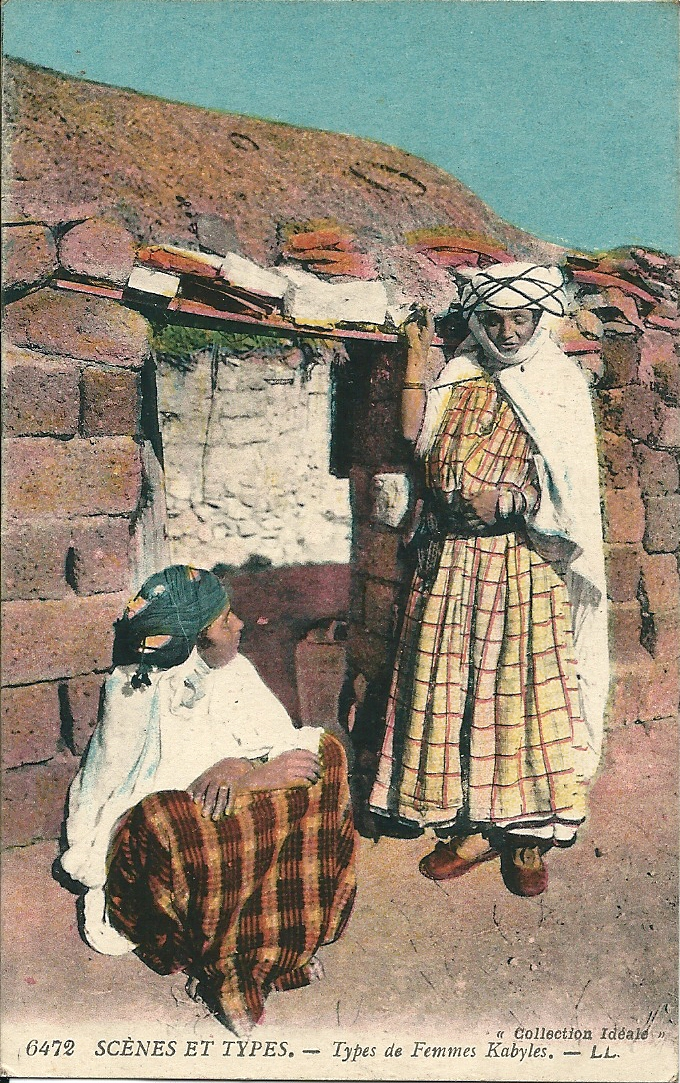
Женщины-кабилки
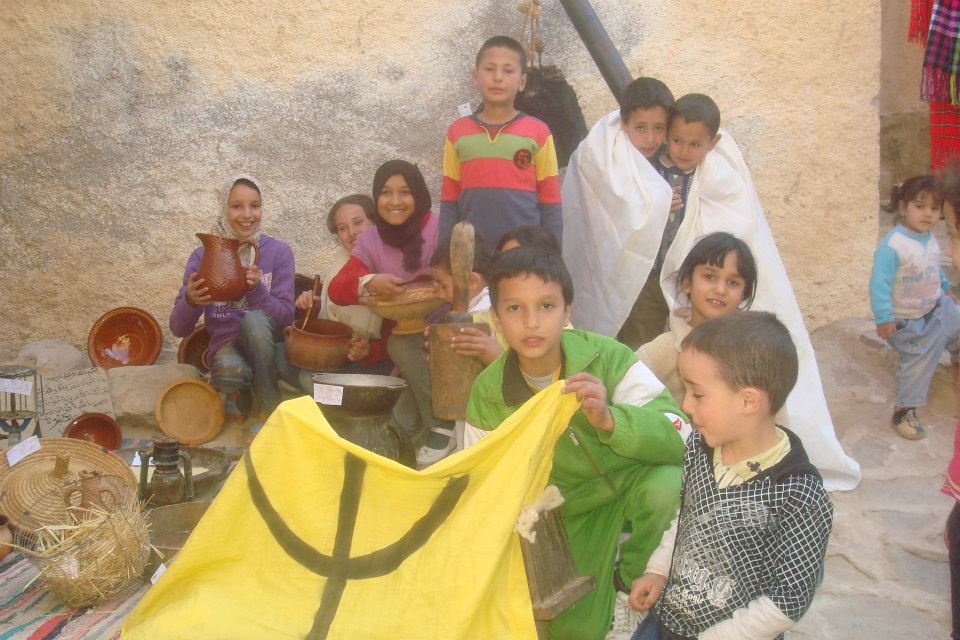
Дети народа шавия (шауйя)
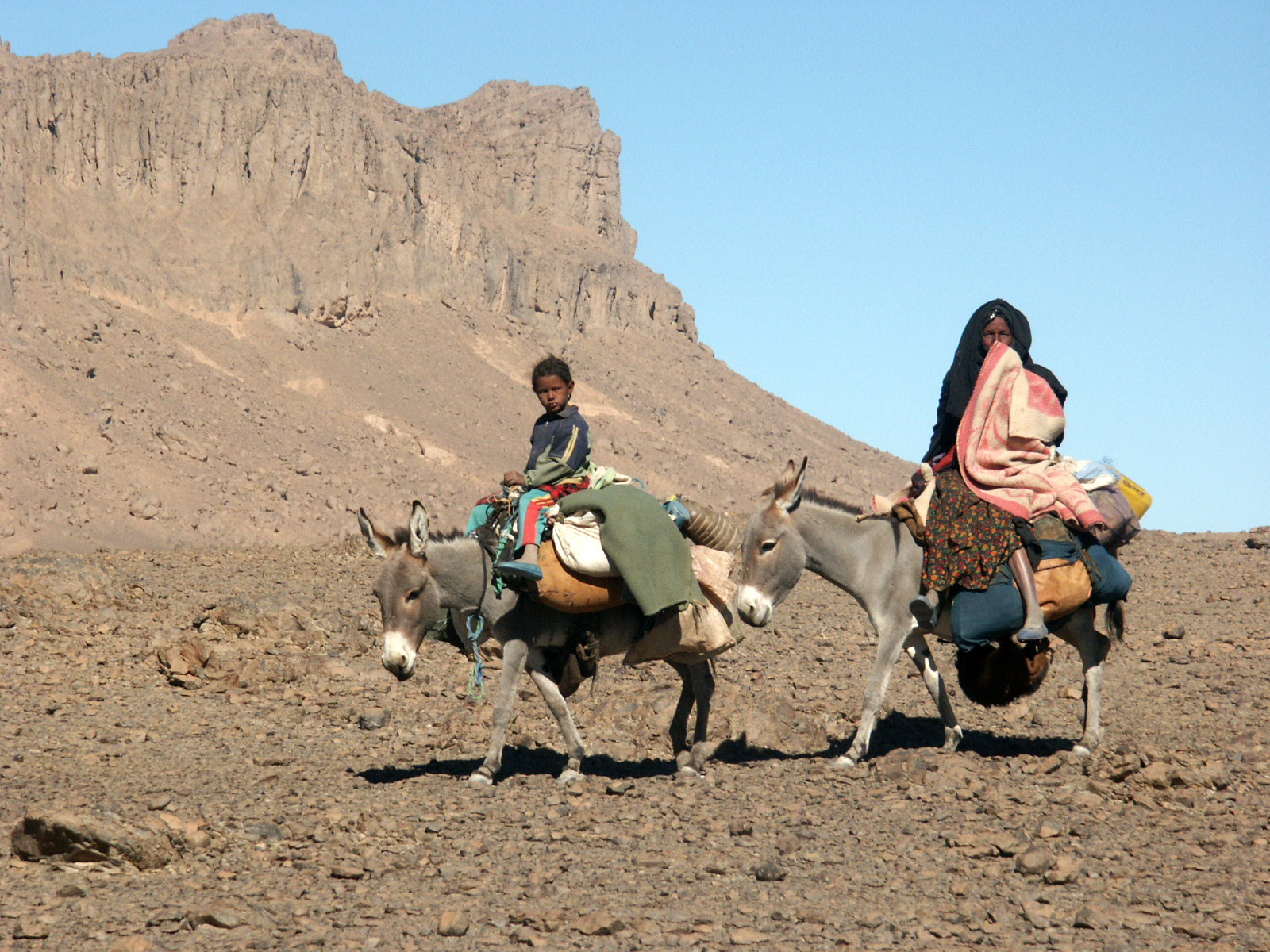
Туареги
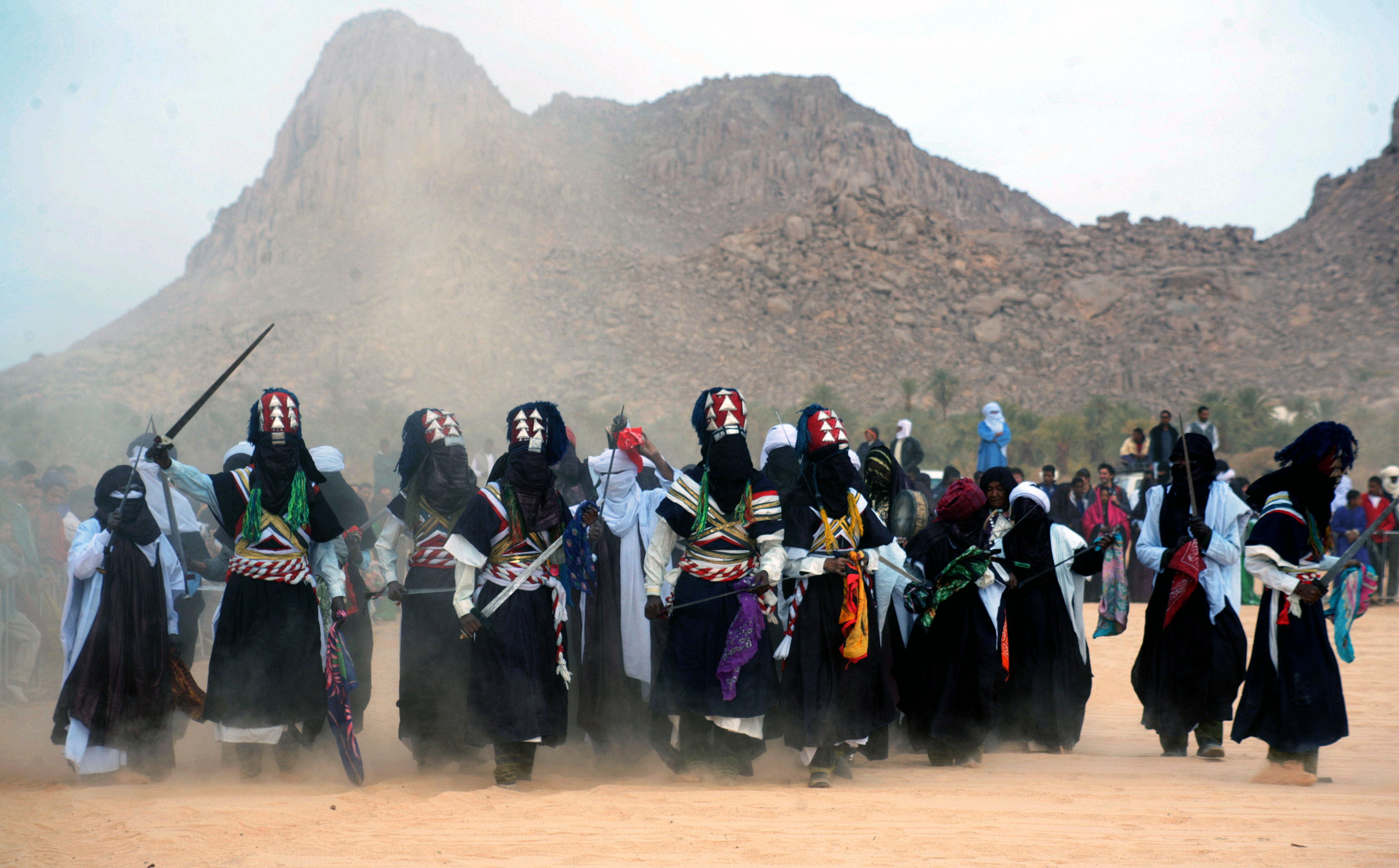
Туареги на празднестве Себиба[англ.]

### Европейцы
Европейцы сегодня составляют менее 1 % населения и живут исключительно в крупнейших урбанистических районах. Однако в течение колониального периода эта цифра была значительно больше (15,2 % в 1962 году). С 1830 года начинается французская колонизация Алжира, которая продолжалась до середины XX века. Европейское население состоит в основном из французов, испанцев (в западной части страны), итальянцев и мальтийцев (на востоке) и других европейцев в ещё меньшем количестве. Европейские колонисты, известные как пье-нуар, были сосредоточены на побережье и составляли большинство населения Орана (60 %) и, в значительных пропорциях, других крупных городов, таких как Алжир или Аннаба. Почти все они покинули страну во время или сразу же после обретения Алжиром независимости от Франции. В начале 1980-х годов в стране проживало около 150 тыс. французов.

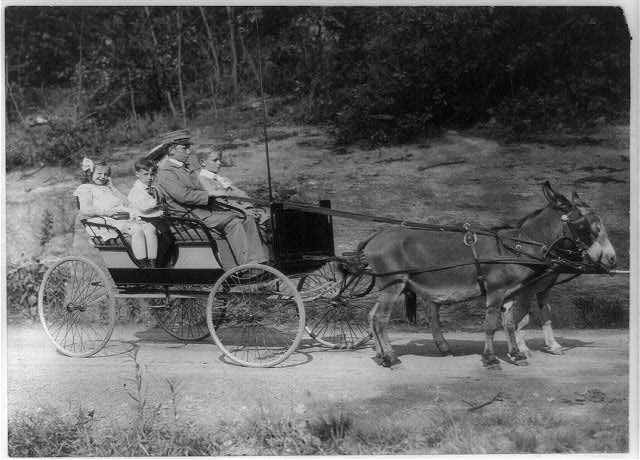
Франкоалжирцы, 1905 год
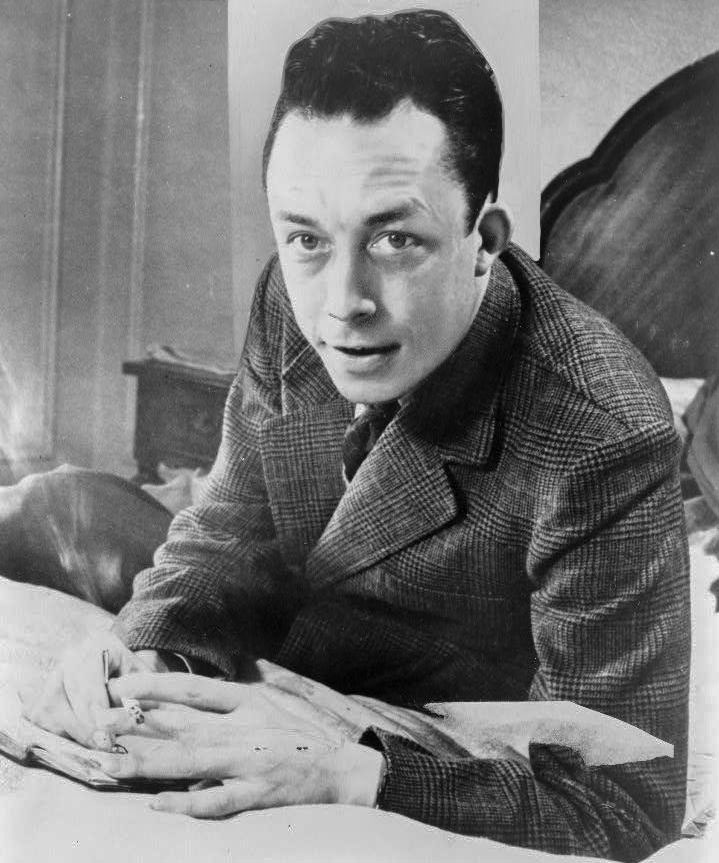
Альбер Камю — франкоалжирец
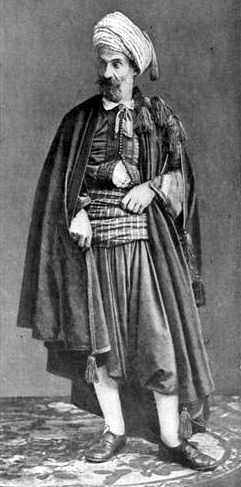
Алжирский еврей, 1902 год
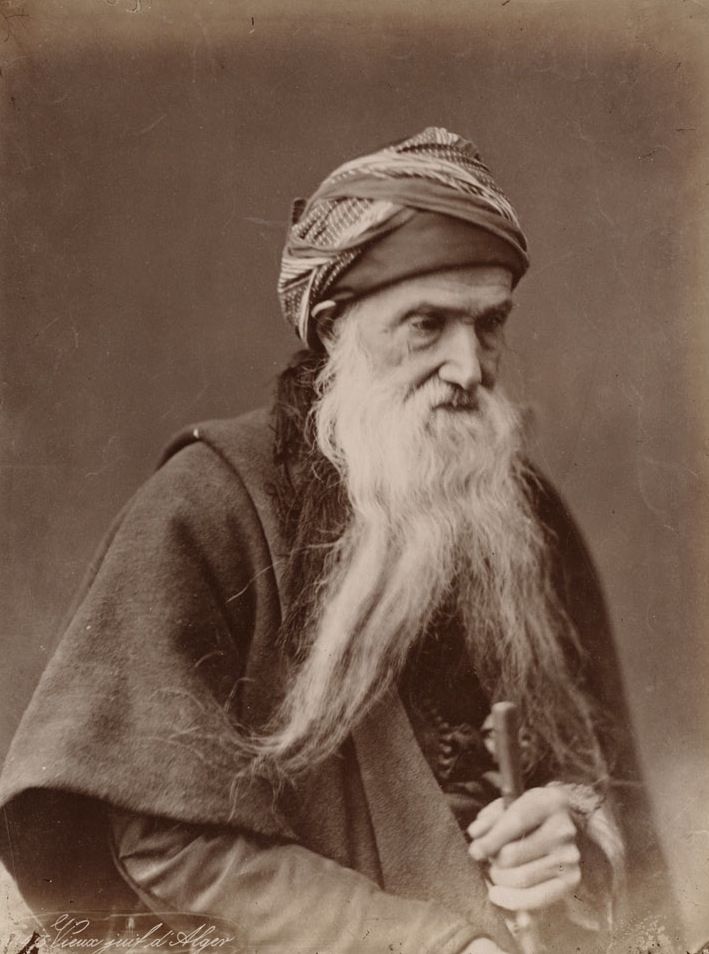
Алжирский еврей, 1892 год

### Евреи
Ранее евреев было 140 тыс. чел. Но после обретения Алжиром независимости и принятия дискриминационных законов о гражданстве иудеи эмигрировали во Францию (90 %) и Израиль (10 %). В начале 1980-х годов в стране проживало около 10 тыс. евреев-сефардов, а в середине 1990-х годов — всего 50 человек.

### Русские
По состоянию на 1 января 2015 года в Алжире проживает около 650 россиян. Некоторую часть проживающих здесь русских составляют потомки советских инженеров и военных, восстанавливавших молодую страну после обретения независимости в 1962 году. Ещё определённая доля приходится на приехавших сюда по работе (торговля, местные заводы, по контракту «Россоборонэкспорта»).

## Языки
Государственный язык: арабский и берберский, что закреплено в Конституции государства. В пользовании также французский и другие берберские языки, которые принадлежат к афразийским языкам. 75 % населения страны понимает арабский язык, 70 % — французский, 33 % — берберский, 15 % — английский. В целом население страны в быту широко использует смесь арабского, берберского и французского языков.

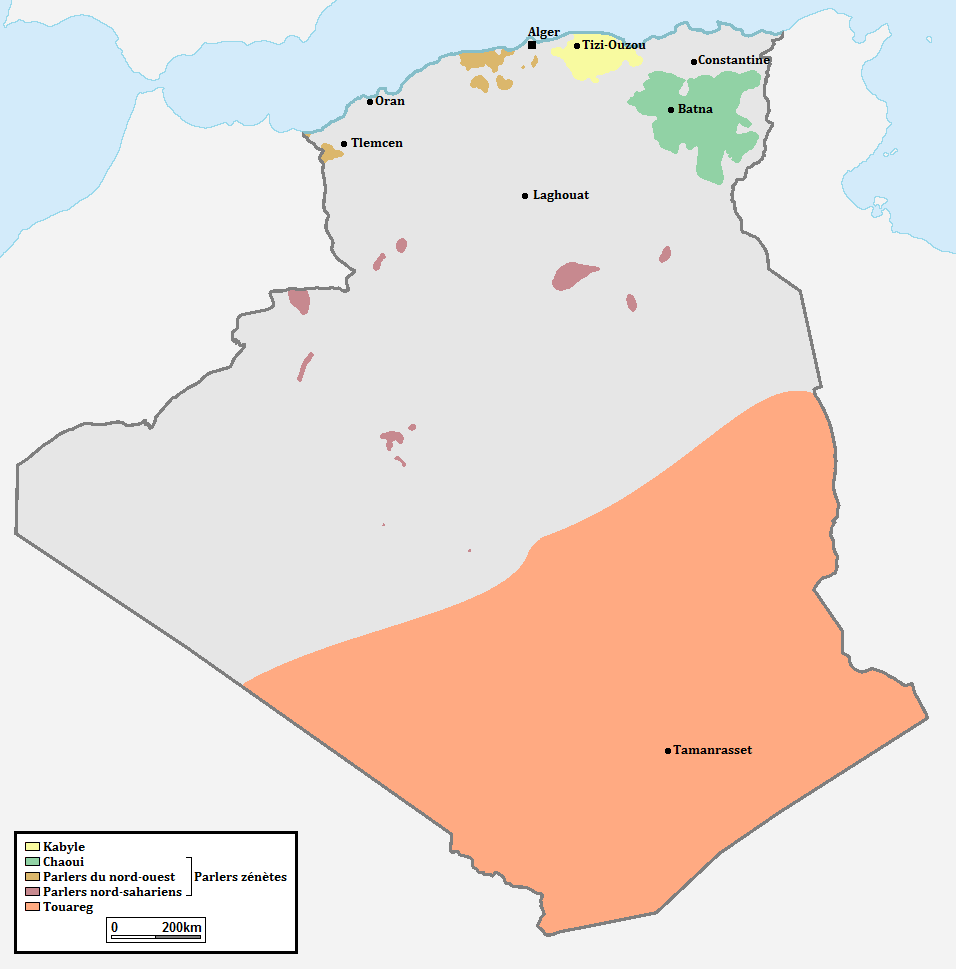
Берберские языки
Распространение северных берберских диалектов (фр.)
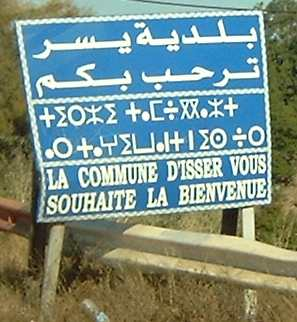
Дорожный знак на трёх языках

### Арабский язык
Арабским как родным пользуются 69 % населения, из них более 65 % говорят на алжирском диалекте и около 11 % на диалекте хассания. Арабский язык используется в качестве второго языка многими берберами Алжира. Вместе с тем, в средствах массовой информации и на официальных мероприятиях имеет хождение только арабский литературный язык.
Все алжирские диалекты являются на самом деле арабо-берберской смесью, при этом никто не говорит на чистом арабском или чисто берберском языках, но это совершенно не отражает реальное происхождение алжирцев, которые в основном также смешанного происхождения, берберов с разным европейским и ближневосточным населением, которое вторгалось или переселялось в северо-западную часть Африки в различные периоды истории и смешивались с предыдущими жильцами. В эти группы входят египтяне, финикийцы, греки, римляне, вандалы, арабы, турки, поэтому алжирская речь не имеет никаких признаков однотипно-морфологического происхождения тех, кто говорит на нём.

### Берберские языки
На разных диалектах берберских языков говорит 45 % населения страны. Речь берберов была признана в качестве национального языка наравне с арабским. К этой группе языков относятся также кабильский, шавия, шенуа, мзаб, тамахак.

### Французский язык
Алжир является второй франкофонной страной в мире по количеству носителей языка, хотя сам язык не имеет официального статуса. По состоянию на 2008 год, 11,2 млн алжирцев способны писать и читать на французском. Французский, как и ранее, наиболее широко изучают в качестве иностранного. Много алжирцев свободно разговаривают на нем, хотя, как правило, не используют его в быту. Со времени независимости правительство Алжира проводит политику языковой арабизации образования и бюрократии, с некоторым успехом, хотя во многих университетах продолжают обучение на французском языке. В последнее время в школах начали включать французский в учебные программы начальной школы,. Его начинают преподавать, как только дети освоят арабский язык. Французский язык также используют в средствах массовой информации, в правительственных организациях и торговле.

### Русский язык
Число русскоязычных в стране относительно невелико. Русский язык изучается в Алжире с 1958 года. Сегодня он изучается в Алжирском университете в качестве иностранного в течение четырёх лет. Ежегодно выпускается около 12-15 русскоязычных алжирцев. Министерство иностранных дел России ведёт активные переговоры по открытию таких же курсов в Университете города Оран (которые имели место во времена Советского Союза).

## Религии
| Религии в Алжире (2010, Pew Research Center) | Религии в Алжире (2010, Pew Research Center) | Религии в Алжире (2010, Pew Research Center) | Религии в Алжире (2010, Pew Research Center) | Религии в Алжире (2010, Pew Research Center) |
| вероисповедание                              |                                              |                                              | процент                                      |                                              |
| -------------------------------------------- | -------------------------------------------- | -------------------------------------------- | -------------------------------------------- | -------------------------------------------- |
| мусульмане                                   |                                              |                                              | 98 %                                         |                                              |
| христиане                                    |                                              |                                              | 1 %                                          |                                              |
| другие                                       |                                              |                                              | 0.4 %                                        |                                              |

Главные религии государства: ислам суннитского толка — 99 % населения, католицизм и протестантизм— 1 %. Территория современного северного Алжира была важной христианской землей 2 тыс. лет назад, во времена Римской империи. Во время переселения германских племён на север Африки (вандалы), христианство не подверглось упадку, так как последние были последователями веры Христовой. Ненадолго, в VI—VII веках эти земли входили в орбиты влияния Византийской империи, после чего были завоеваны арабами, вошли в Арабского халифата и подпали под влияние ислама. Значительное возрождение католическая церковь в Алжире испытала через тысячу лет, во времена французской колониальной экспансии XIX века. До начала арабских завоеваний берберы гор и пустынь придерживались собственных местных верований и обычаев.

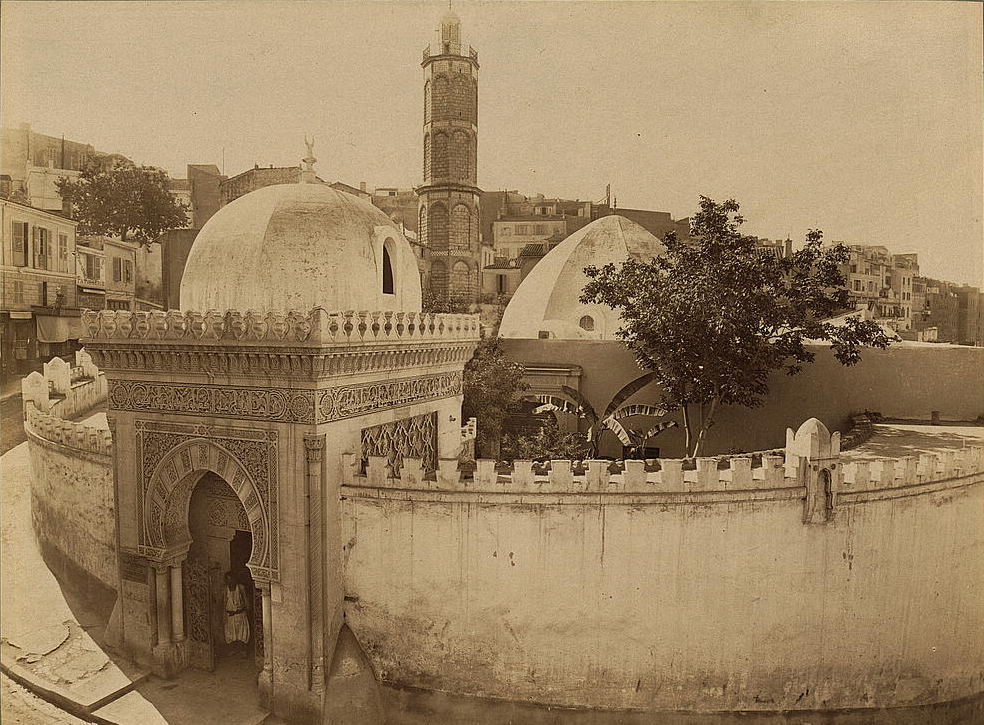
Мечеть в Оране
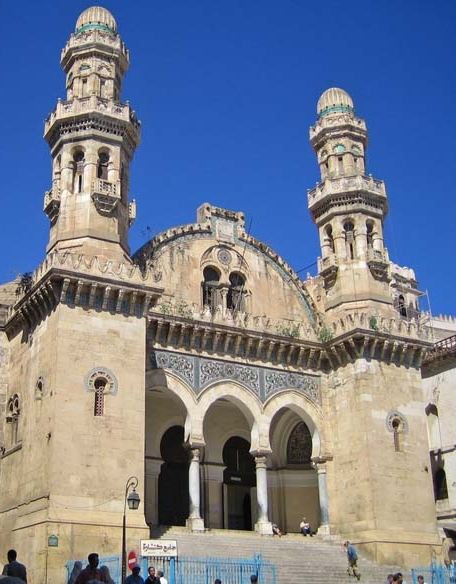
Мечеть Кетшава в Алжире
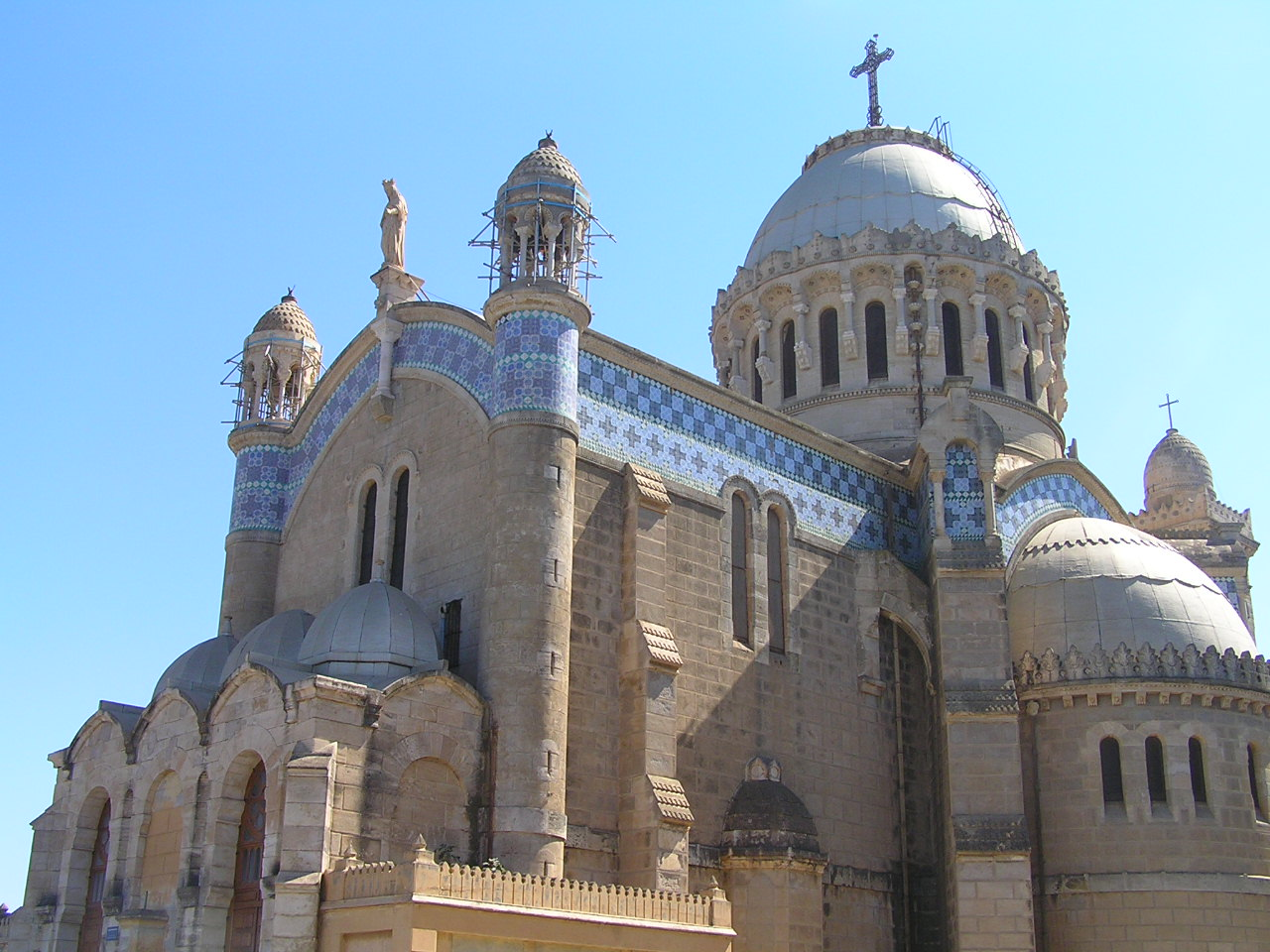
Католический собор Африканской богоматери в алжире
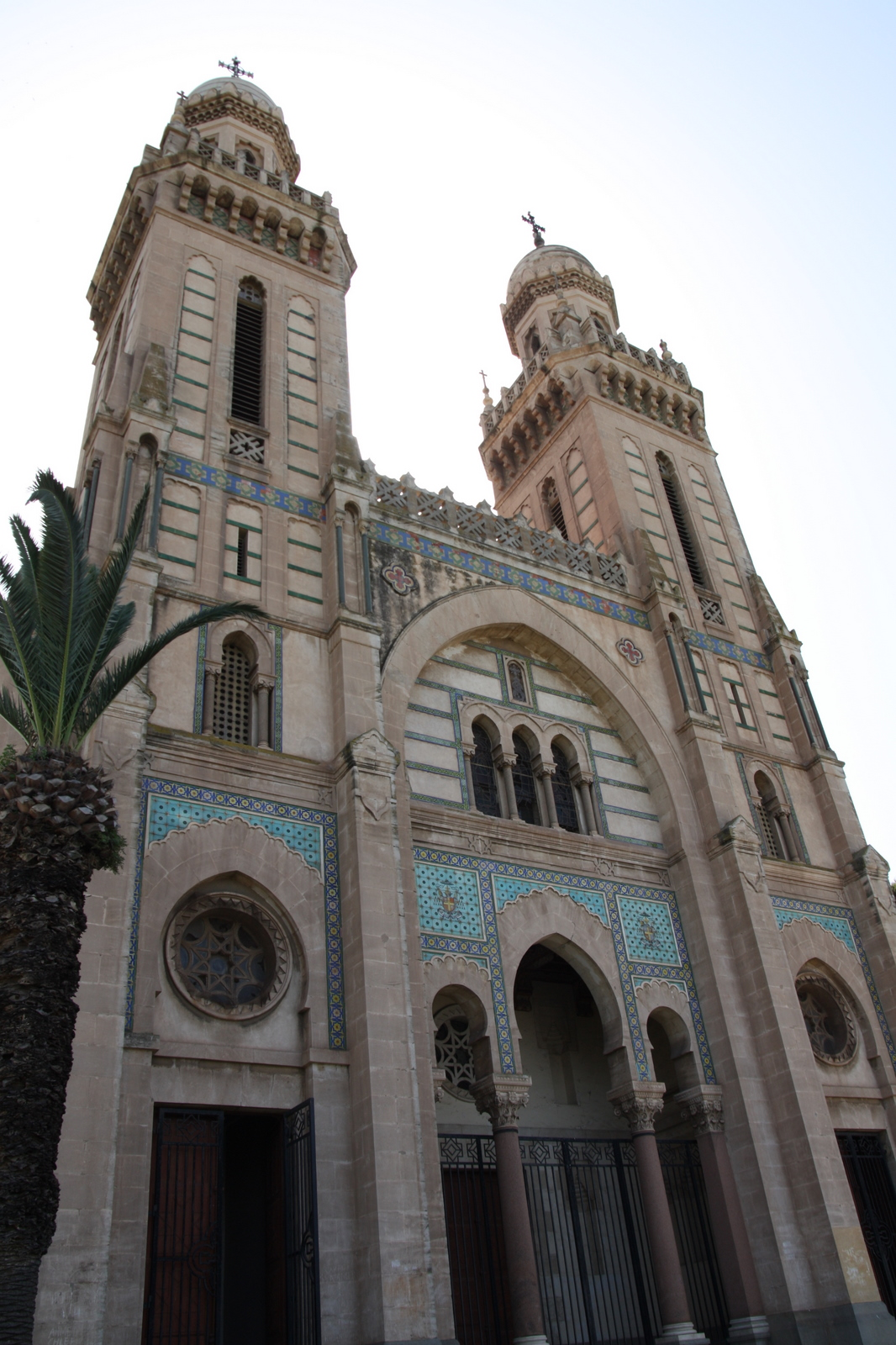
Католический собор Святого Августина в Аннабе
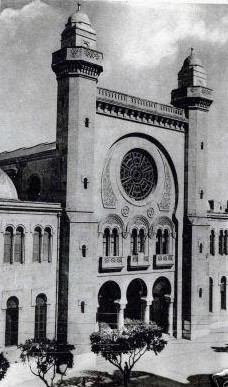
Бывшая Большая синагога в Оране

### Ислам
Почти все мусульмане принадлежат к суннитской ветви ислама, за исключением около 150—200 тыс. ибадитов в оазисе Мзаб в регионе Гардая. Присутствуют также, в незначительном количестве, шииты.

### Христианство
В Алжире проживают около 200—250 тыс. христиан, в том числе 45 тыс. католиков и 150—200 тыс. протестантов, преимущественно пятидесятников. Согласно исследованию от 2015 года, примерно 380 тыс. мусульман в стране было обращено в христианство.

### Иудаизм
Довольно значительной была еврейская община, 140 тыс. чел. После обретения Алжиром независимости и принятия в 1963 году нового закона о гражданстве, согласно которому его получал только тот человек, отец или дед которого исповедовал ислам. Большая часть иудейской общины эмигрировала во Францию (90 %) и Израиль (10 %), где они получили гражданство. Марокканские евреи, евреи долины Мзаб и города Константина из-за притеснений, повышения налогов и преобразования синагог в мечети со временем тоже эмигрировали в Израиль. К 1969 году в стране оставалось примерно 1 тыс. евреев, а на середину 1990-х годов — всего 50 человек.

## Образование
Уровень грамотности в 2015 году составил 80,2 %: 87,2 % — среди мужчин, 73,1 % — среди женщин. Грамотность в 2003 году составила 70 %: 79 % — среди мужчин, 61 % — среди женщин. В 1976 году неграмотные составляли 60 % коренного населения Алжира, в том же году было введено обязательное 9-летнее образование для детей в возрасте от 6 до 15 лет. Расходы на образование в 2008 году составили 4,3 % от ВВП страны (97-е место в мире). В 1997 году уровень расходов на образование составил 5,7 % от национального ВВП и 27 % в структуре общественных расходов государственного бюджета. Несмотря на выделение значительных государственных средств, перенаселение и серьёзный недостаток учителей оказывают сильное давление на образовательную систему. В течение 1990-х годов по стране прокатилась волна террористических актов, направленных на государственные секуляризованные учреждения образования. В 2000 году правительство государства начало серьёзный пересмотр системы образования.
Образовательная система Алжира схожа с французской (это связано бывшей французской колонизацией страны). Со временем потребность в квалифицированной рабочей силе заставила колонизаторов ввести систему образования для местного населения. С обретением независимости алжирцы продолжили (и даже нарастили) свои достижения в культурной сфере и особенно в образовании. Теперь в алжирских школах изучают как арабский, так и французский языки, при этом изучение государственного языка является обязательным.

### Среднее и профессиональное образование
Алжирская школьная система состоит из основного, общего среднего и профессионального среднего образования:
- Основная базовая школа (фр. Ecole fondamentale School) для детей в возрасте от 6 до 15 лет. Продолжительность программы: 9 лет. По окончании выдается диплом — выпускное свидетельство (фр. Certificate Brevet d'Enseignement Moyen BEM).
- Общее среднее образование — школа Генерального преподавания (фр. Lycée d'Enseignement général-School of General Teaching), школа-лицей общего назначения (фр. lycées polyvalents) для подростков в возрасте от 15 до 18 лет. Продолжительность программы 3 года. По окончании выдается выпускное свидетельство, подтверждающее степень бакалавра средней школы (фр. Baccalauréat de l'Enseignement secondaire — Bachelor's Degree of Secondary School).
- Профессиональное образование — Техническая школа (фр. Lycées d'Enseignement technique — Technical School). Продолжительность программы 3 года. По окончании выдается выпускное свидетельство, подтверждающее степень бакалавра в области технических наук (фр. Baccalauréat technique).

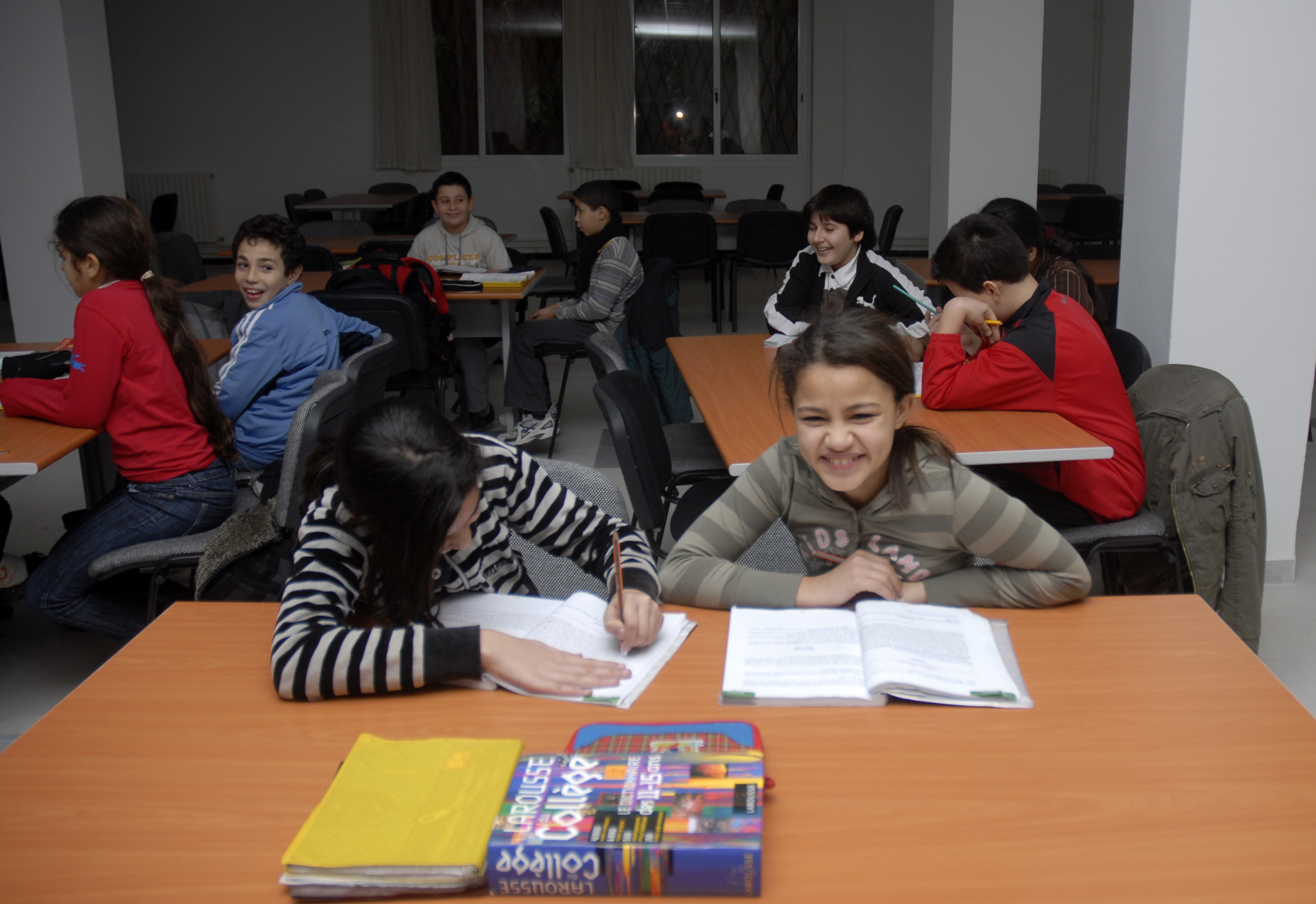
Занятия в алжирской школе
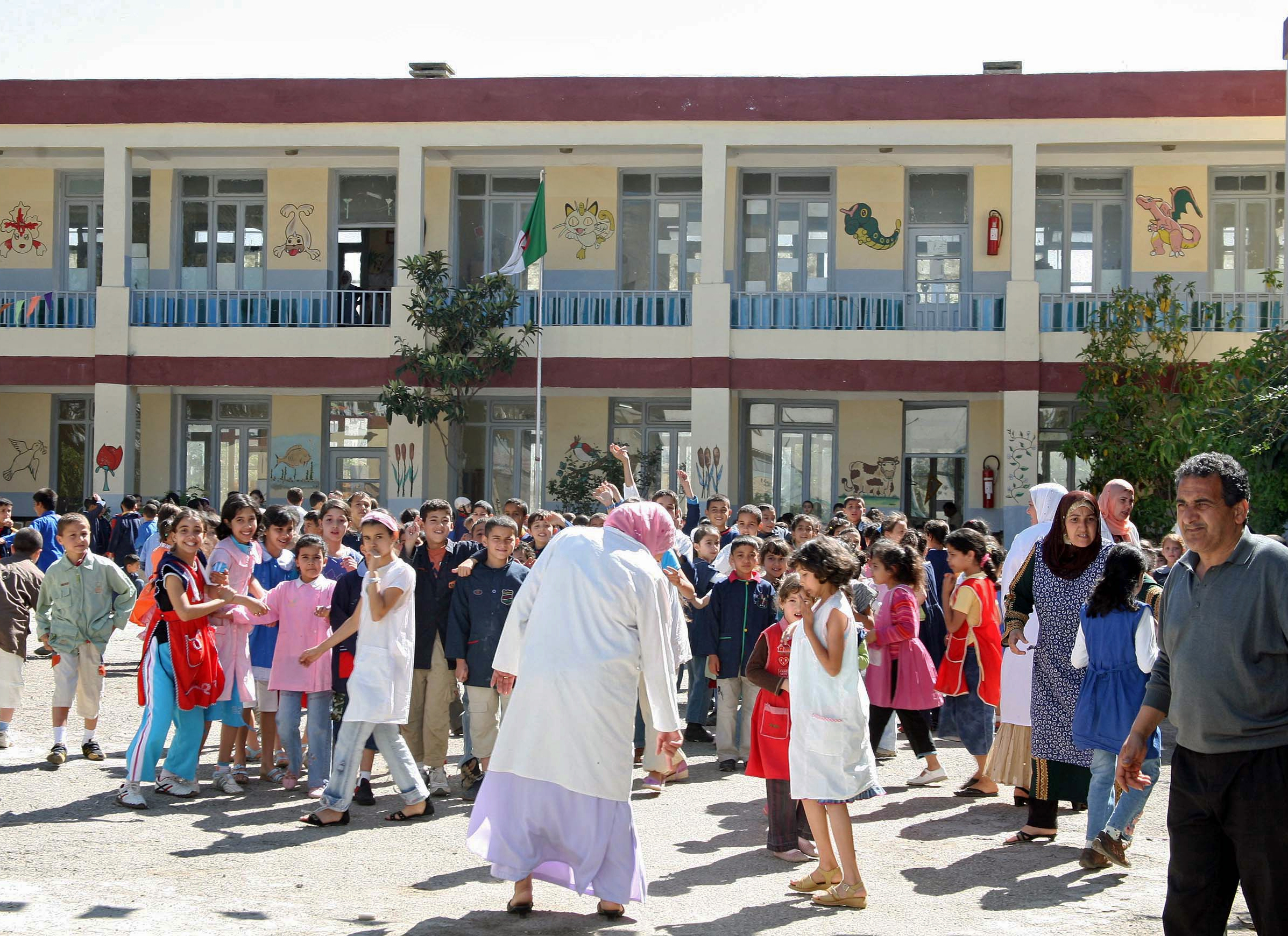
Школьное крыльцо
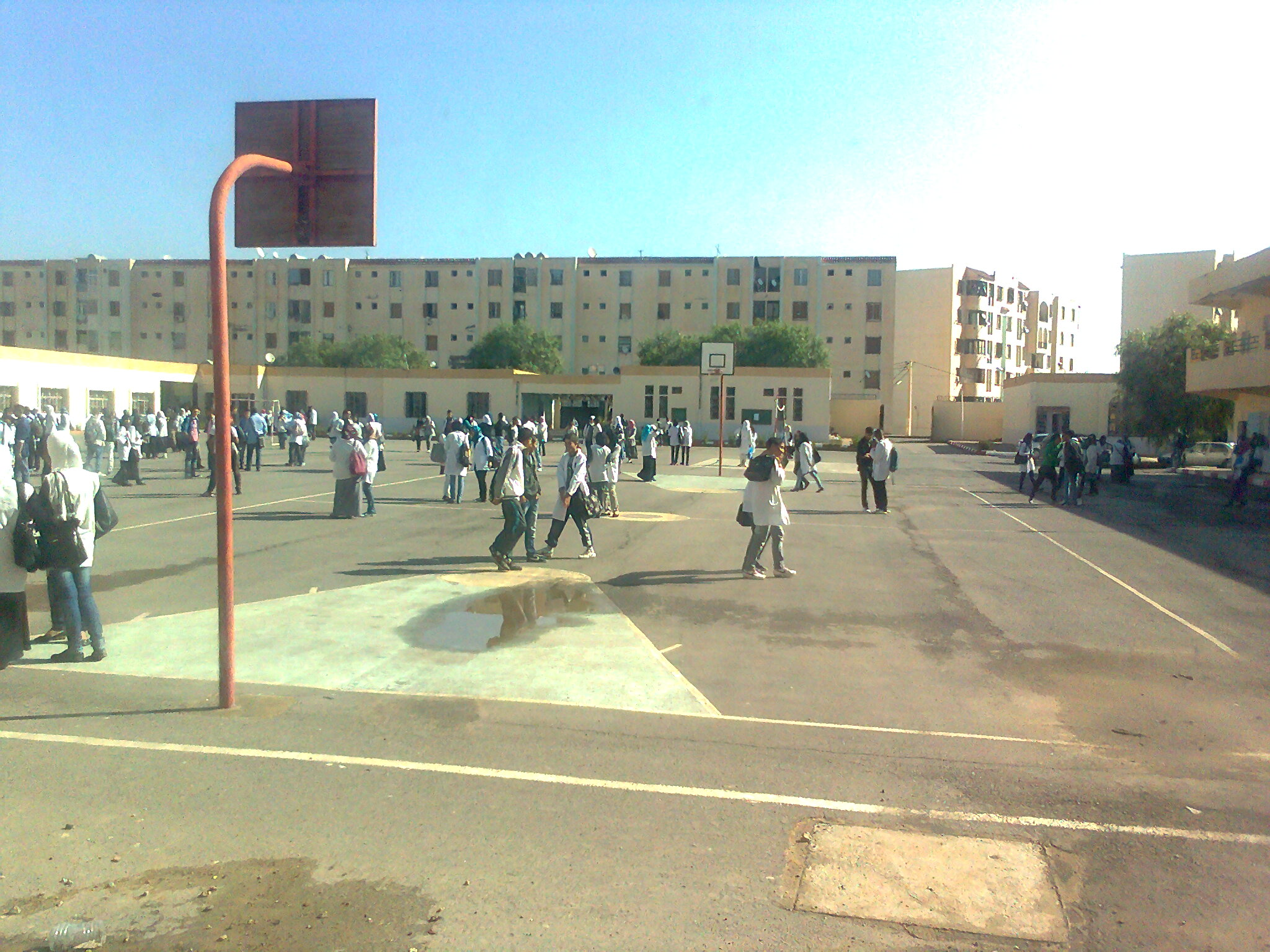
Спортивная площадка

По состоянию на 1995 год, все алжирские дети учились в государственных начальных школах, а 62 % детей соответствующего возраста — в системе общего среднего образования.

### Высшая школа
В Алжире действуют 43 высших учебные заведения, 10 колледжей и 7 институтов системы высшего образования. Алжирский университет (Université d’Alger; основан в 1879 году) насчитывает около 26 тыс. студентов. Университеты действуют также в Оране и Константине. С помощью СССР в свое время был создан ряд институтов и техникумов для обеспечения квалифицированными кадрами горно- и нефтедобывающей отрасли в Бу-Мердасе и машиностроения в Аннабе.
В 1994—1995 учебном году в университетах страны обучалось более 107 тысяч студентов. В 2006 году в профессиональных и высших учебных заведениях обучалось 380 тыс. студентов. Небольшое количество алжирских студентов училось за рубежом, в первую очередь во Франции и франкоговорящих регионах Канады.

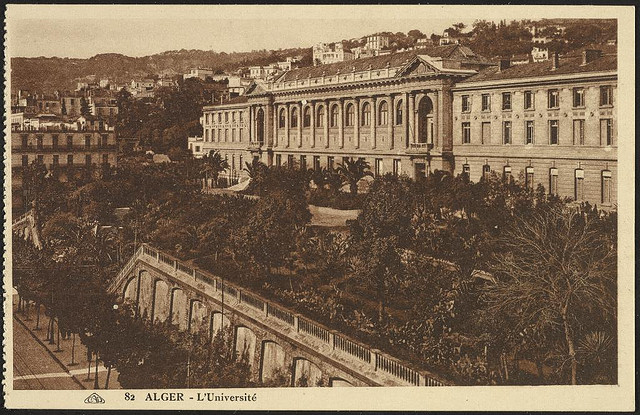
Алжирский университет
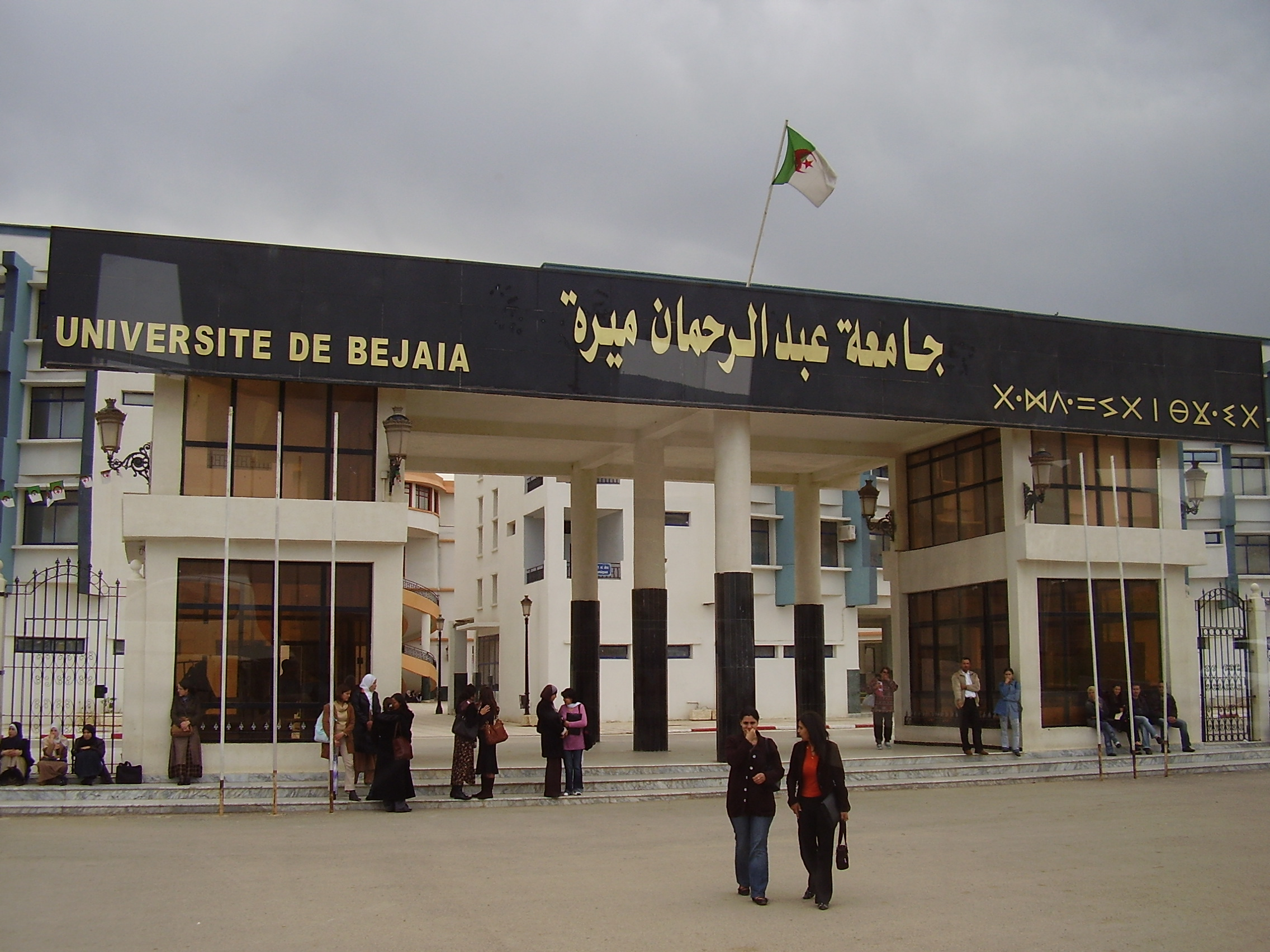
Университет в Беджае
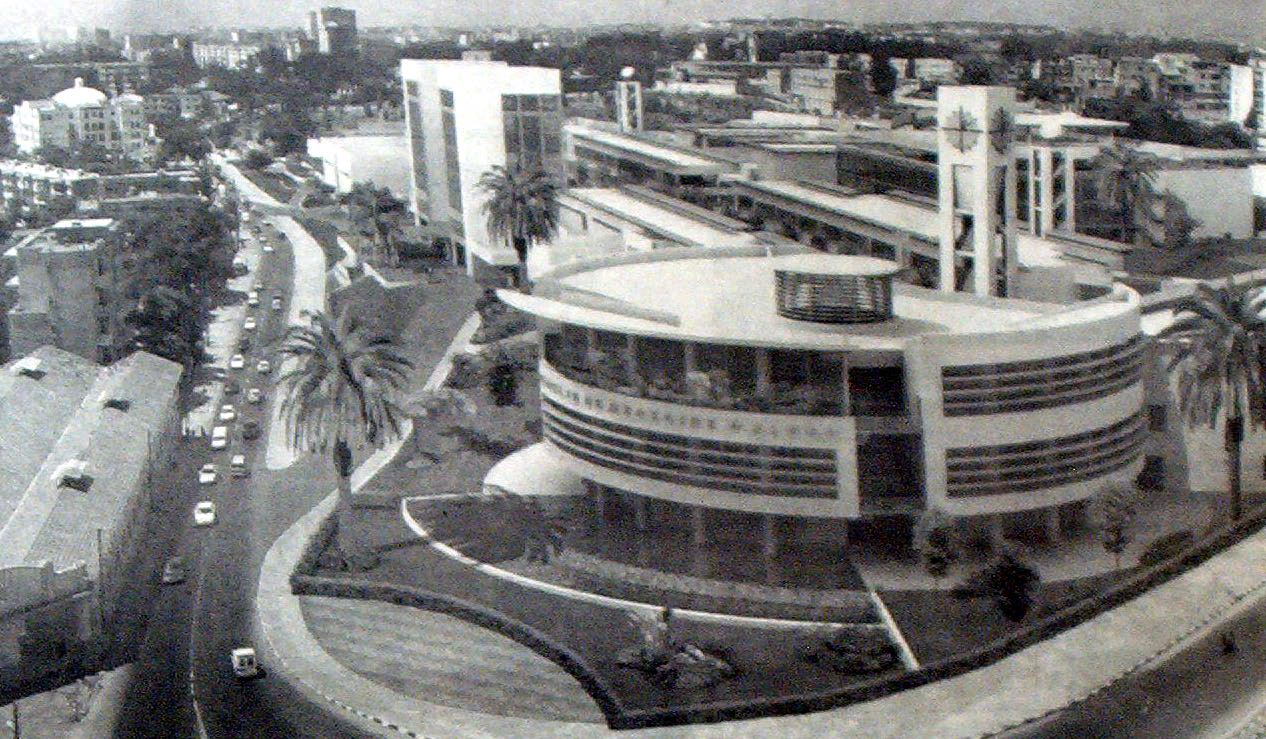
Медицинский институт
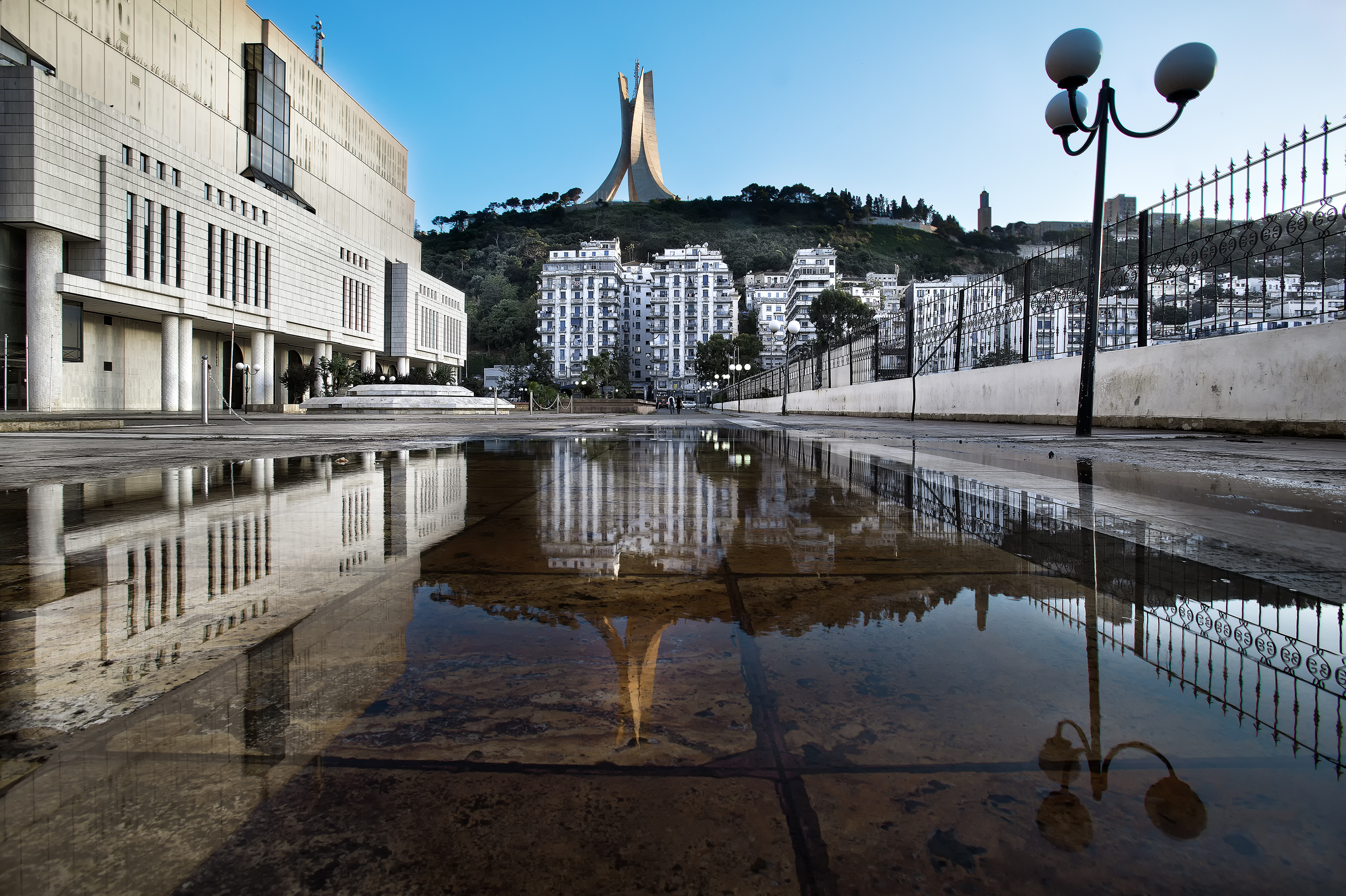
Национальная библиотека Алжира (слева)
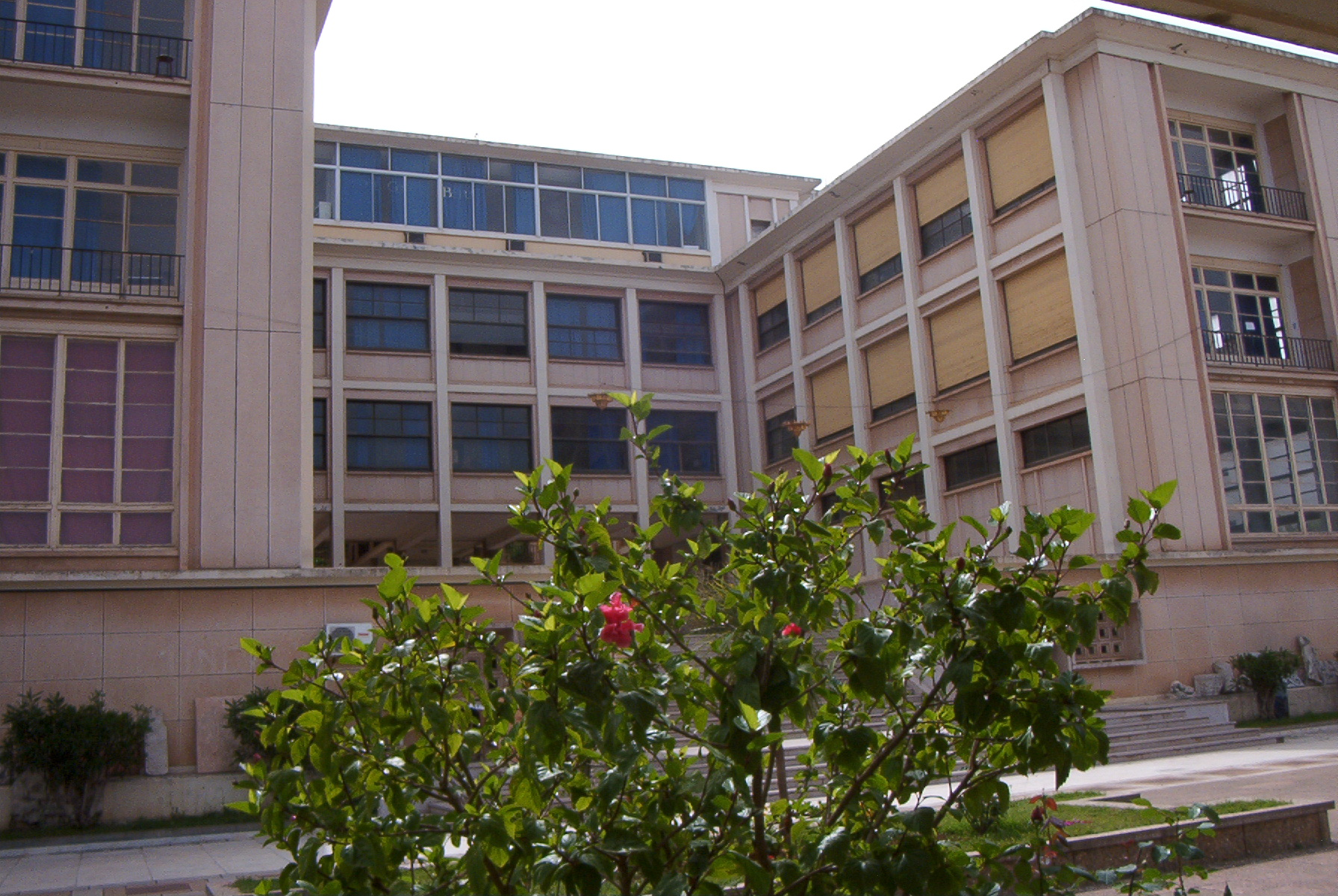
Высшая школа изобразительных искусств

В городах Алжир, Тлемсен и Константина работают средние духовные мусульманские школы — медресе.
Крупнейшие библиотеки — Национальная и Университетская в городе Алжире.

## Здравоохранение
В стране введено бесплатное базовое медицинское обслуживание. Обеспеченность врачами в 2007 году составила 1,21 врача на 1000 человек. В 1977 году число больничных коек на 1000 человек составило 2,6, а в 1996 году — 2,5; на 1 врача приходилось 1250 человек, а в 1996 году — 2322 жителя. К 2009 году ситуация значительно ухудшилась (1 врач на 4836 жителей), зубных врачей — 1 на 511 жителей, акушерок — 1 на 711 жителей.
В 1955 году в Алжире было 158 больниц на 33 338 коек (3,4 койки на 1 тыс. жителей): 147 общего профиля (из них 12 военных на 4821 койки), 7 тубдиспансеров на 1399 коек, 2 детские больницы на 506 коек, 1 психиатрическая, 1 онкологическая.
Расходы на здравоохранение в 2013 году составили 6,6 % от ВВП страны (135-е место в мире).

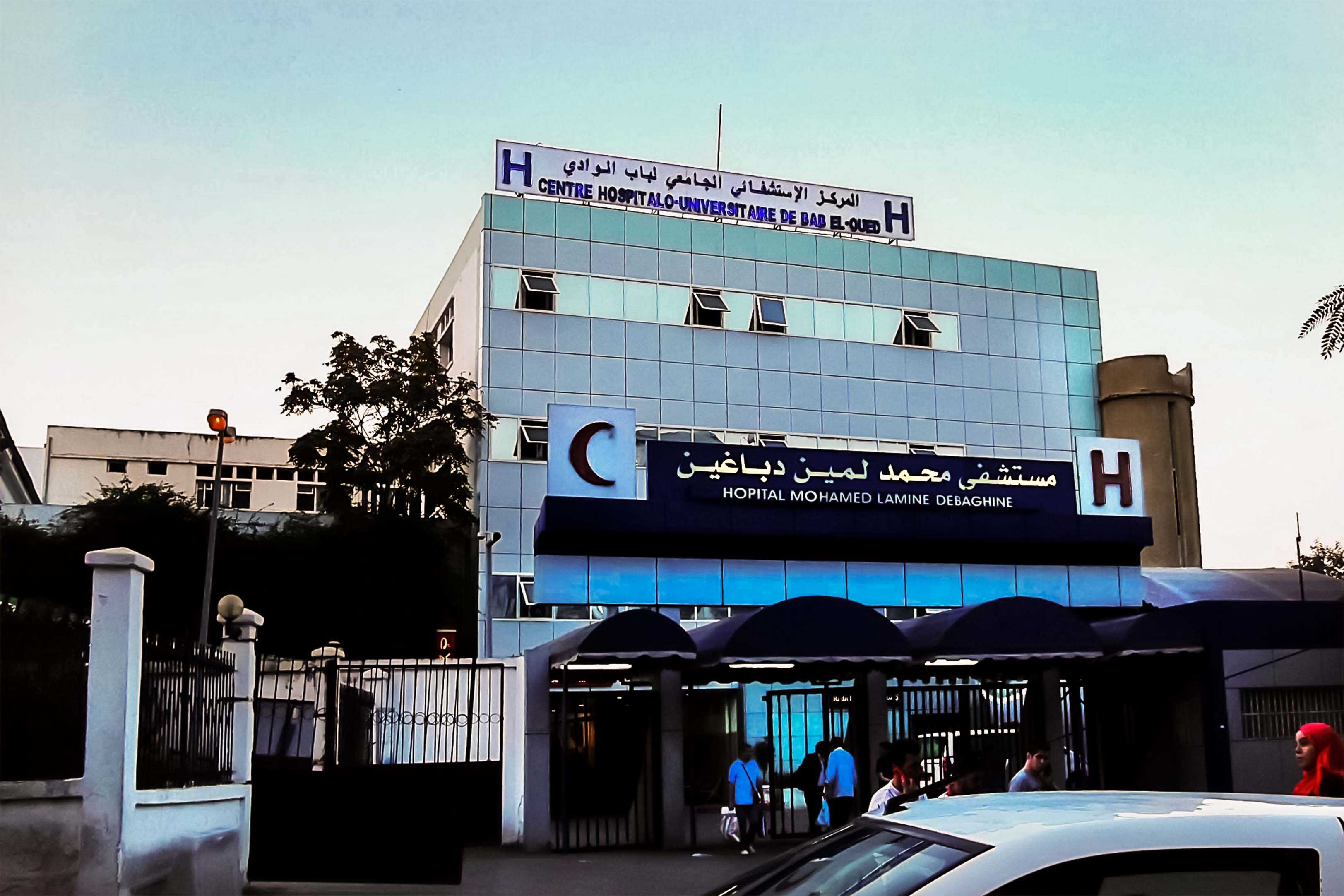
Госпиталь в Эль-Уэде
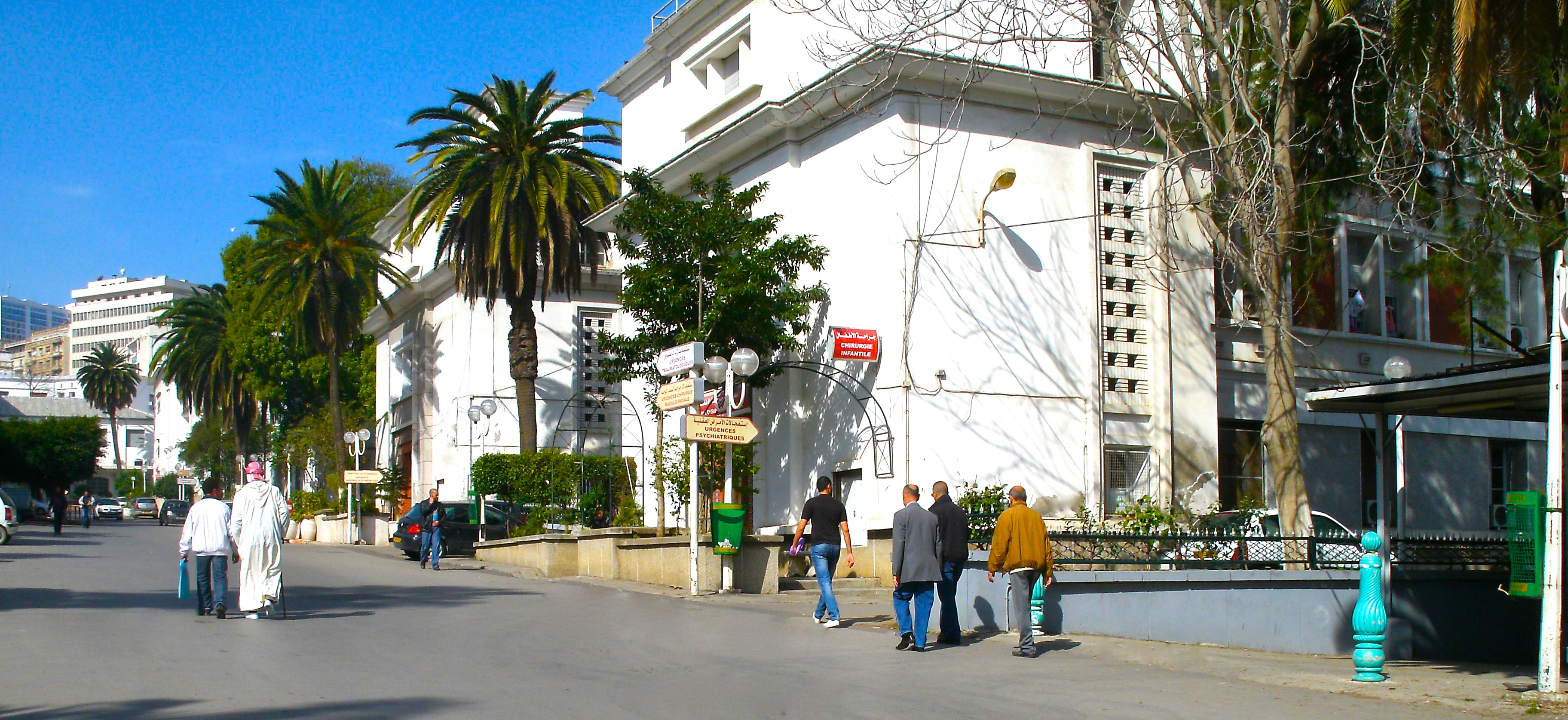
Госпиталь Мусафы-паши
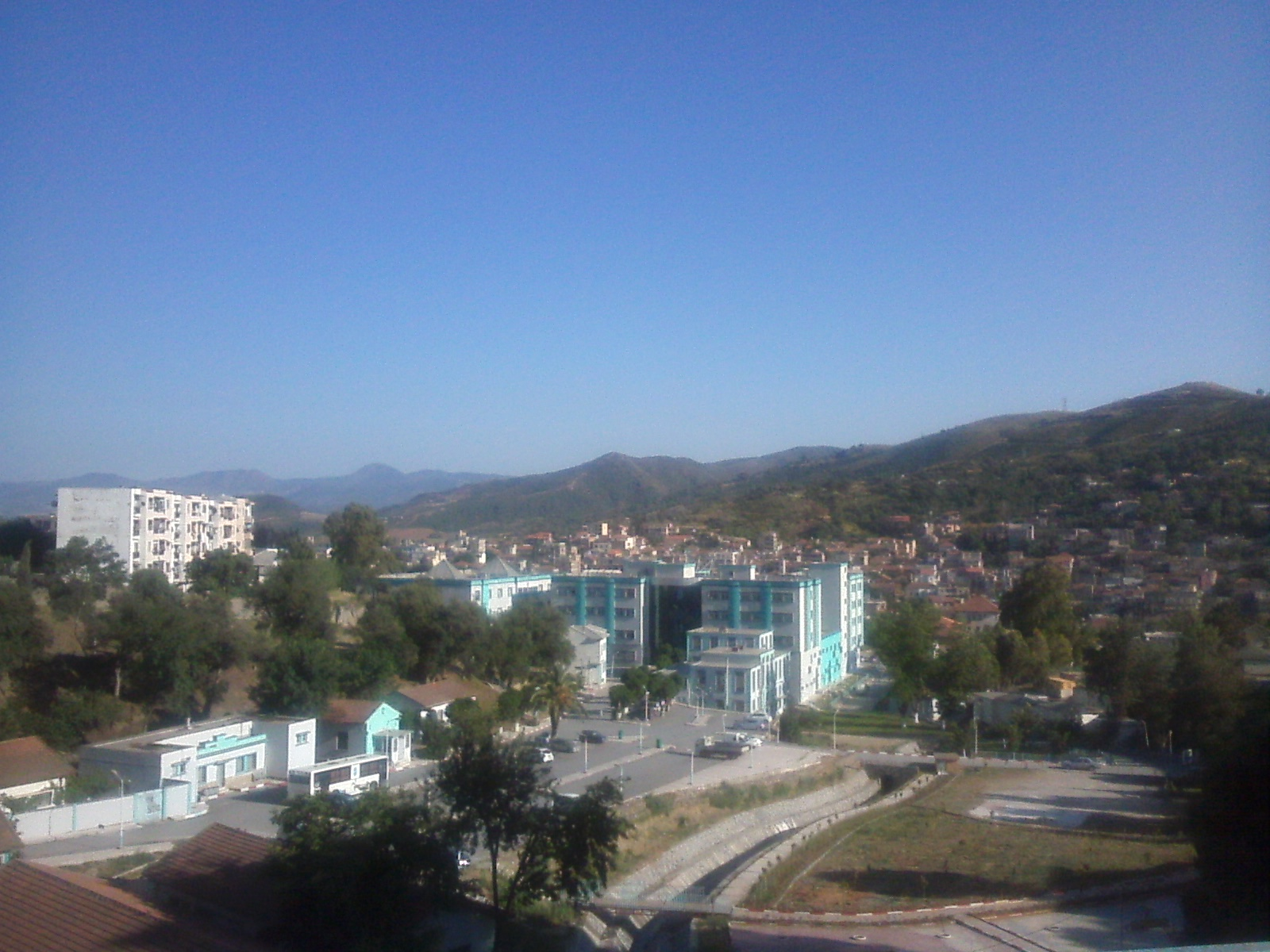
Госпиталь в Тении

Смертность младенцев до 1 года по состоянию на 2015 год составила 20,9 ‰ (83-е место в мире); мальчиков — 22,7 ‰, девочек −19,2 ‰. Младенческая смертность в 1980 году составляла 125,0 ‰, в 2006 году — 30 ‰ (80-е место в мире); мальчиков — 30,86 ‰, девочек — 24,45 ‰ (2009). Уровень материнской смертности в 2015 году составил 140 случаев на 100 тыс. рождений (75-е место в мире).
Медицинское образование обеспечивает медицинский факультет Алжирского университета и его филиалы. Традиционно значительная часть врачей страны получает образование во Франции, России и других странах СНГ.

### Заболеваемость
В 2014 году больных СПИДом было 10,5 тыс. человек (92-е место в мире), что составляет 0,04 % населения в репродуктивном возрасте 15-49 лет (125-е место в мире). В 2001 году показатель достиг 0,1 % населения (113-е место в мире). Смертность в 2014 году от этой болезни составляла 200 человек (101-е место в мире).
Наблюдается средняя степень опасности по серьёзности инфекционных заболеваний. Имеются проблемы с продовольствием и водой, что провоцирует сопутствующие заболевания: бактериальная диарея, гепатит A и брюшной тиф.
Доля населения с высоким индексом массы тела в 2014 году составила 23,6 % (116-е место в мире); доля детей в возрасте до 5 лет с пониженной массой тела 2013 года составила 3 % (102-е место в мире).

### Санитария
Доступ к обустроенным источникам питьевой воды в 2015 году имели 84,3 % населения страны, 89,8 % населения было обеспечено доступом к обустроенному водоотводу (канализация, септик).

## Социальная политика

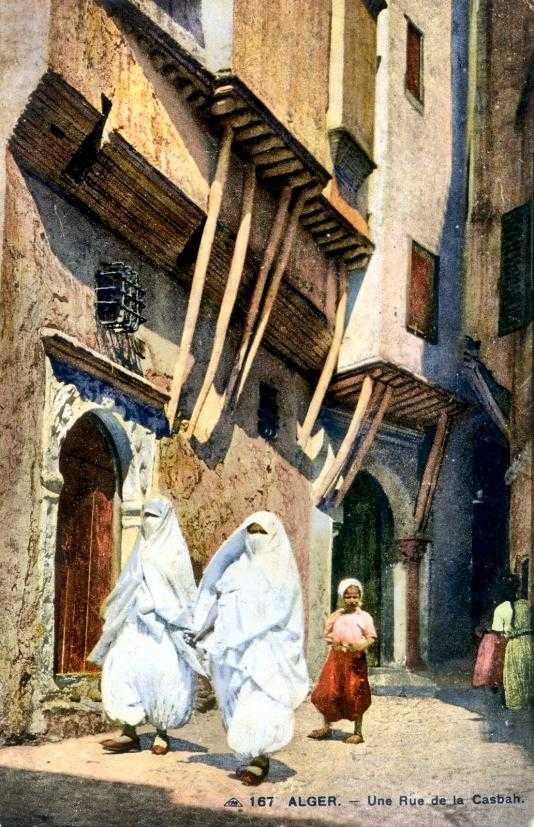
Одна из алжирских улиц, 1950 год

Целенаправленной демографической политики в государстве не проводится. Функционирует около 350 стационарных отделений службы охраны материнства и детства. Пятилетние планы экономического развития Алжира предусматривают проведение активной политики территориального перераспределения населения на основе децентрализации промышленности, специальных программ развития наиболее отсталых районов и строительства современной инфраструктуры в селах.
В Алжире выплачивают пенсии по возрасту (с 60 лет), по инвалидности и в случае потери кормильца. Пособие по временной нетрудоспособности выплачиваются только с 4-го дня болезни. Женщины получают пособие по беременности и родам. Предусмотрена помощь многодетным семьям. Страховые взносы рабочих и служащих составляют 4,5 % от заработка. Действующее законодательство о социальном обеспечении населения не распространяется на работников, занятых в сельском хозяйстве.
По данным ООН, Алжир имеет одну из самых низких ставок в мире по обеспечению жилой площади. Правительственные чиновники публично заявили, что страна имеет отрицательное сальдо в размере 1,5 млн единиц жилья. Проблема с беженцами только усугубляет эту проблему.

### Трудовые ресурсы
Доля экономически активного населения в 2015 году составила 52,6 % от общего количества. Занятость активного населения в хозяйстве страны распределяется следующим образом: 23 % — промышленность и строительство; 14 % — аграрное, лесное и рыбное хозяйства; 63 % — сфера обслуживания (по состоянию на 2006 год). В стране работает около 35 тыс. китайских мигрантов. Около 304 тыс. детей в возрасте 5-14 лет (5 % от общего количества населения страны) в 2006 году были привлечены к труду. Безработица 2015 года составила 11 % от трудоспособного населения (123-е место в мире); среди молодежи в возрасте 15-24 лет эта доля составляла 24,8 %, 21,6 % — среди юношей, 39,8 % — среди девушек (47-е место в мире).

### Права женщин
Среди адвокатов женщины составляют 70 %, среди судей — 60 %, они доминируют и в медицине. Все чаще женщины вносят значительный доход в домашние хозяйства, иногда больше чем мужчины. 60 % студентов университетов составляют женщины (в соответствии с университетскими исследованиями).

## Демографические исследования
| Население Алжира | Население Алжира | Население Алжира |
| Год              | Население        | Изменение        |
| ---------------- | ---------------- | ---------------- |
| 1                | 2 000 000        | —                |
| 1901             | 4 739 300        | +136.9 %         |
| 1911             | 5 563 800        | +17.4 %          |
| 1921             | 5 804 200        | +4.3 %           |
| 1931             | 6 553 500        | +12.9 %          |
| 1948             | 8 681 800        | +32.5 %          |
| 1977             | 17 809 000       | +105.1 %         |
| 2011             | 36 300 000       | +103.8 %         |
| 2013             | 37 900 000       | +4.4 %           |
| 2100 (прогноз)   | 55 200 000       | +45.6 %          |

Демографические исследования в стране ведутся рядом государственных научных учреждений:
- Институт политики Алжирского университета;
- Генеральная дирекция планирования и экономических исследований;
- Алжирская ассоциация демографических, экономических и социальных исследований[3].

Учёт демографического состояния в стране ведется с 1831 года. Законы 1882—1901 годов распространили регистрацию актов гражданского состояния на всю территорию Алжира. В колониальные времена удовлетворительно подсчитывалось только европейское и еврейское население Алжира. В 1964—1971 годах была введена система индивидуальных карточек учёта движения населения — таким образом удалось охватить около 70 % демографических событий.

### Переписи
Переписи населения на территории Алжира французскими властями начали проводиться с 1906 года. Всего было проведено 9 таких переписей, результаты которых широко публиковались.